# Gemini–9A
A Gemini–9A (hivatalos jelöléssel: Gemini IXA) az amerikai Gemini-program hetedik emberes űrrepülése, egyben az embert szállító 19. űrhajó volt. A NASA ezzel a repüléssel tért át a Gemini–program új szakaszára, amelyben a már elért teljesítményeket (űrséta, randevú, dokkolás stb.) megismételték, illetve bonyolultabb formában végezték el újra, gyakoroltatván a pilótákat és a földi irányítást egyaránt. A Gemini IX elé hármas célt tűztek ki: dokkolás és űrséta végrehajtása, valamint széles körű tudományos kísérleti program, amelyből két cél volt a fent említett célok teljesítése. Az első számú cél teljesítése során egy Agena célrakétához dokkolt volna az űrhajó a Gemini VIII-hoz hasonlóan, majd a célrakéta hajtóművével manővereket végeztek volna. A tervezett űrsétán pedig az Agenával összekapcsolt űrhajó pilótája vizsgálta volna meg a céltárgyat, majd a Gemini hátuljára erősített, kísérleti rakétaszéket kellett volna összeállítania és repülést végezni.
A repülésre eredetileg Elliot See parancsnokot és Charlie Bassett pilótát jelölték legénységként, ám a start előtt három hónappal a kiképzésük közben a két űrhajós repülőkatasztrófát szenvedett. A kiképzés szerint az űrhajójuk gyártóhelyére, St. Louisba repültek kétüléses T–38-as gyakorlógépükkel, amikor a rossz időjárási körülmények miatt elvétették a futópályát, és az űrhajó gyártóüzemének tetejére zuhantak. A balesetben mindkét pilóta életét vesztette. A legénységi kijelölési szisztéma szerint a tartalékaik léptek a helyükre, így Tom Stafford lett a parancsnok és Gene Cernan a másodpilóta (míg az új tartalékok Jim Lovell és Buzz Aldrin lettek).
A startra először 1966. május 17-t tűzték ki, amikor az immár kialakult rutin szerint először az Agena célrakéta startolt a 14-es indítóállásból. A pályára állás előtt 10 másodperccel azonban az Atlas rakéta meghibásodott, a fúvókája rossz irányba állt és rögzült, ami miatt a rakéta a feje tetejére állt és pályára állás helyett a Föld felé vette az irányt, az Agena pedig lezuhant. A korábbi Agenát érintő kudarc miatt a NASA addigra kifejlesztett és legyártatott egy eszközt, az ATDA-t, ami az Agena hajtómű nélküli változata volt, egy passzív céltárgy, amely azonban rendelkezett dokkolószerkezettel. A NASA úgy döntött, ezt az eszközt állítja csatasorba, és a Gemini IX ehhez a céltárgyhoz indul és ezzel hajt végre randevút és dokkolást. A változtatás miatt a repülés jelét is megváltoztatták Gemini IXA-ra.
Az ismételt startot 1966. június 1-re tűzték, ki, amikor azonban ismét csak a céltárgy tudott pályára állni, az is hibásan. A radarjelek alapján a védő orrkúp nem vált le megfelelően az ATDA-ról. Viszont Cape Canaveral-en időközben a Gemini IXA sem tudott elstartolni. Az utolsó pillanatokban az irányítás egyik berendezésében támadt hiba, és mire elhárították, a rendkívül rövid (40 másodperces) indítási ablakon túlhaladt az idő, és az űrhajót nem tudták elindítani, 48 óra starthalasztásra került sor. 1966. június 3-án aztán már sikeresen elstartolt az űrhajó, amelynek az volt a feladata, hogy 3 keringésen belül randevút hajtson végre az ATDA-val. A randevú sikeresen végbe is ment, de az űrhajósok csak azt tudták megállapítani, hogy az orrkúp tényleg csak félig vált le és – Stafford leírása szerint – „mérges aligátort” formáz. A dokkolás végérvényesen meghiúsult.
A másik hangsúlyos művelet a program második – egyben sokkal nagyobb műszaki tartalommal megtöltött – űrsétája volt. Cernan a dokkolás elhalasztása miatt a repülés második és harmadik napjának fordulóján szállt ki az űrhajóból, hogy mintavételi és szerelési műveleteket végezzen, különös tekintettel egy AMU (Astronaut Mobility Unit – űrhajós mobilitási egység) nevű rakétaszékre. Cernan rendkívül nehéznek találta az űrsétát, az űrhajóra nem szereltek fel elég fogódzót a számára, aztán az űrséta második felében az izzadtságától a sisakja belülről bepárásodott, mivel nem is gondoltak párátlanító megoldásra előzőleg, ami meghiúsította az űrséta célját, az AMU összeszerelését és kipróbálását. Cernan kihevülve, teste teljesítőképességének határán, vakon mászott vissza a kabinba. A repülés így félsikerekkel ért véget 1966. június 6-án, amikor az űrhajó leszállt az Atlanti-óceánon.

## Előzmények
A Gemini-program az Apollo-program Kennedy elnök általi bejelentéséből fakadt, ahhoz szorosan kapcsolódott. Az Egyesült Államok a hidegháború keretében az űrtevékenységet bevonta abba a politikai-ideológiai küzdelembe, amely a két világrendszer és annak két vezető hatalma között zajlott. A Szputnyik–1 felbocsátása által a Szovjetunió nyerte ennek a történelmileg űrverseny néven említett versengésnek az első aktusát, majd folyamatosan bocsátott fel űreszközöket az USA-t megelőzve. Az amerikai közvélemény ezt szinte háborús vereségnek ítélte meg, amelynek nyomán erős nyomás nehezedett az amerikai kormányzatra, hogy választ adjon ezekre az elsőségekre, maga is bizonyítván a képességet, hogy a másik hatalom is képes végrehajtani ilyen űrteljesítményeket, illetve a politikai nyomás abban is megnyilvánult, hogy az Egyesült Államoknak vissza kell szereznie a vezető szerepet az űrteljesítményeket illetően Jurij Gagarinnak a Vosztok–1-en történt 1961. április 12-i felbocsátása által a Szovjetunió újabb jelentős elsőséget söpört be, amelynek hatására az amerikai elnöki tanácsadók azt javasolták Kennedy-nek, hogy tűzzön ki egy olyan bombasztikus célt, amelynek elsőkénti teljesítése felülír minden korábbi sikert és vitathatatlan vezető szerephez juttatja annak végrehajtóját. Ez a cél lett a holdra szállás egy kilenc éves időkereten belül.
Ám a Hold elérésének bejelentése idején az amerikai űrkutatás egyszerűen nem állt olyan szinten, hogy homályos elképzeléseknél több legyen a NASA tarsolyában a feladat végrehajtásához. Sem eszközrendszerben, sem a holdra szálláshoz szükséges műveletekben nem állt ott a NASA és az éppen futó Mercury-program, hogy akárcsak biztos választ tudjanak adni arra, hogy a feladat végrehajtható. Ekkor merült fel a gondolat és igény, hogy a holdra szállás eszközeinek fejlesztését és a szintén szükséges folyamatok, műveletek kikísérletezését, a képesség igazolását válasszák ketté és az utóbbira indítsanak el egy párhuzamos, önálló űrprogramot, amelyben az űrhajósok Föld körüli pályán igazolhatják a képességet és kikísérletezhetik a holdi műveletek mikéntjét. A legfontosabb, kipróbálásra váló műveletek az űrrandevú, két űrhajó űrbéli összekapcsolása, dokkolása, az űrséta és a minél hosszabb – legalább egy holdi oda- és visszaüt időszükségletének megfelelő – időtávú repülés kivitelezése volt. Ezeket a feladatokat és ezek tetszőleges kombinációjának végrehajtását várták az újonnan életre hívott Gemini–programtól. A Gemini–program repülései egyesével mentek végig ezeken a feladatokon, majd egy második szakaszban számos űrhajósnak nyújtottak gyakorlási lehetőséget a későbbi, nagy cél tökéletes végrehajtása érdekében.
A Szovjetunióban is a Geminihez hasonló továbblépésen dolgoztak – bár teljesen titokban –, a Vosztok-program sikerei után a Szergej Koroljov vezette szovjet űrkutatás átlépett a Voszhod-programba, amelynek ugyanúgy a holdi műveletek lehetőségeinek (többszemélyes, manőverezhető űrhajó, űrrandevú, dokkolás, űrséta stb.) kidolgozása volt a célja. Mindemellett azonban a szovjetek továbblépése más tervezési elveken alapult és a Voszhod űrhajó nem volt manőverezhető, inkább a Vosztok űrhajó kisebb fokú átalakításából született, amely korlátázások árán, de lehetővé tette, hogy több űrhajós is helyet foglalhasson benne, illetve ráillesztettek egy légzsilipet, amellyel az űrsétá(ka)t tervezték végrehajtani.
A Voszhod–program első próbálkozása több űrhajós felbocsátása volt, a Voszhod–1 1964. október 12-én startolt megelőzve bármiféle Gemini űrhajót. A repülés sikeres volt, az űrhajóban Vlagyimir Komarov parancsnok, Borisz Jegorov orvos és Konsztanytyin Feoktyisztov fedélzeti mérnök (egyébként az űrhajó egyik tervezője) egy napos, 16 keringéses repülést teljesített. Ezzel ismét egy újabb űrbeli elsőséget (ti. az első többszemélyes űrhajó repülését) biztosítva a Szovjetunió számára. Amerikában ezt újabb lemaradásnak könyvelhették el. Majd ezután 1965. március 18-án, négy nappal megelőzve a Gemini–3-at Bajkonurból felszállt a Voszhod–2, fedélzetén Pavel Beljajev és Alekszej Leonov űrhajósokkal, hogy egy nem különösebben hosszú – 1 nap 2 óra 2 perces időtartamú – repüléssel egy újabb űrbeli elsőséget állítsanak fel: Alekszej Leonov a világon elsőként végzett űrsétát. Amerika lemaradása látszólag még mindig fennállt a korábbi programokhoz és űrteljesítményekhez hasonlóan, a szovjetek ismét előbb mutattak be űrműveleteket, mint ők.
Amit a szovjet híradások nem adtak közre, az az volt, hogy a világ első űrsétája, illetve az azt övező űrrepülés mennyire csak félsiker volt. Leonov ugyan negyed óráig kinn volt az űrben, ám az űrhajós és az űrruha kialakítása miatt alig tudott visszatérni az űrhajóba és kis híján belehalt az erőfeszítésbe (az űrruha a belső nyomástól annyira felfújódott, hogy Leonovból lényegében egy nagy Michelin-baba lett, aki nem tudott visszamászni az űrhajó zsilipjébe, ahonnan kijött, csak ha leeresztette az űrruha belső levegőjét, azt kockáztatva, hogy megfullad). A problémák később is folytatódtak: az űrkabinból is szivárogni kezdett a levegő, majd navigációs problémák miatt a fékezést kézi vezérléssel kellett kivitelezni. Ennek hatására a leszállás is több száz kilométerre a kijelölt helytől, Perm város közelében került sor. A mentőegységeknek negyvennyolc órájába telt, hogy a havas erdőből kimentsék az először halottnak hitt két űrhajóst.

### A Gemini–program első fázisa
A program tervezett és végül végrehajtott repülései három nagy fázisra voltak oszthatók. Az első fázis három repülésből állt – két automata és egy embervezette repülésből – és azt volt hivatott igazolni, hogy a vadonatúj hardver megfelelően teljesít-e. Ennek eldöntésére az előző programhoz képest lényegesen kevesebb kísérlet is elegendő volt, kimaradt egy sor rendszerteszt, amelyet egyetlen repülésen, több szempont figyelembevételével is mérni tudtak, valamint kimaradtak az állatkísérletek is, hiszen teljes körűen igazolódott, hogy az élő szervezet képes a világűr körülményeinek elviselésére.
A program első felszállása a Gemini–1 volt, amelyre 1964. április 8-án került sor. Ezen a repülésen először tesztelték a Gemini űrhajó és a Titan II rakéta integritását, illetve az együtt repülési kondícióit. A kabin ezúttal nem volt egy teljes értékű űrhajó részben amiatt, hogy magának az űrhajónak a fejlesztése elhúzódott és még nem állt készen egyetlen példány sem a repülésre, részben amiatt, hogy főként csak mérési eredményekre volt szükség és nem valós repülési eredményekre. Ezért az űrhajó inkább csak egy üres héj volt, amelyet műszerekkel töltöttek meg. A repülés tervezők nem terveztek irányított visszatérést, mindössze három Föld körüli keringésig rögzítették az űrhajó adatait, amelyek mindenben kielégítő eredményt hoztak. A repülést magát úgy tervezték, hogy az űrhajó nagyjából három és fél nap elteltével a felső légkör természetes fékező hatására magától visszasüllyedjen a sűrűbb légrétegekbe és elégjen. Ennek elősegítésére a mérnökök négy lyukat fúrtak a hőpajzsba. Végül a rakéta 7 másodperces továbbműködése miatt a tervezettnél kissé magasabb pályára állt a Gemini–1, így a tervezett három és fél nap helyett négy nap múlva zuhant vissza Földre az űrjármű 1967. április 12-én, a déli Atlanti-óceánon Dél-Amerika és Afrika között, minden repülési célkitűzést hibátlanul teljesítve.
A második automata tesztrepülésre viszonylag sokat kellett várni, egészen 1965. január 19-ig. A csúszásra egyrészt az elhúzódó fejlesztések adtak okot, mivel ezúttal egy teljes értékű űrszerelvényt tervezett indítani a NASA. Másrészt 1964. december 9-én egy sikertelen startra is sor került, amikor az utolsó másodperben (a rakéta hajtóműve már járt, de a leszorító tartócsavarokat még nem robbantottak le) a beépített Üzemzavar Érzékelő Rendszer jelzett és leállította a hajtóműveket. A hibák elhárítása után a tervek szerint startolt el az űrhajó, amelyet azonban nem terveztek Föld körüli pályára állítani, hanem csak egy szuborbitális repülés keretében bocsátottak fel, hogy az a lehető legnagyobb sebességre gyorsulva 3422 kilométerre a starthelytől csobbanjon az óceánba és közben leteszteljék az űrhajó biztonságos leszálláshoz szükséges részegységeket, különös tekintettel a hőpajzsra. Az űrhajó ismét tökéletesen teljesített, leszámítva két kisebb rendszer nem számottevő hibáját). A leszállás után a USS Lake Champlain repülőgép hordozó halászta ki a kabint 26 kilométerre a tervezett leszállási ponttól.

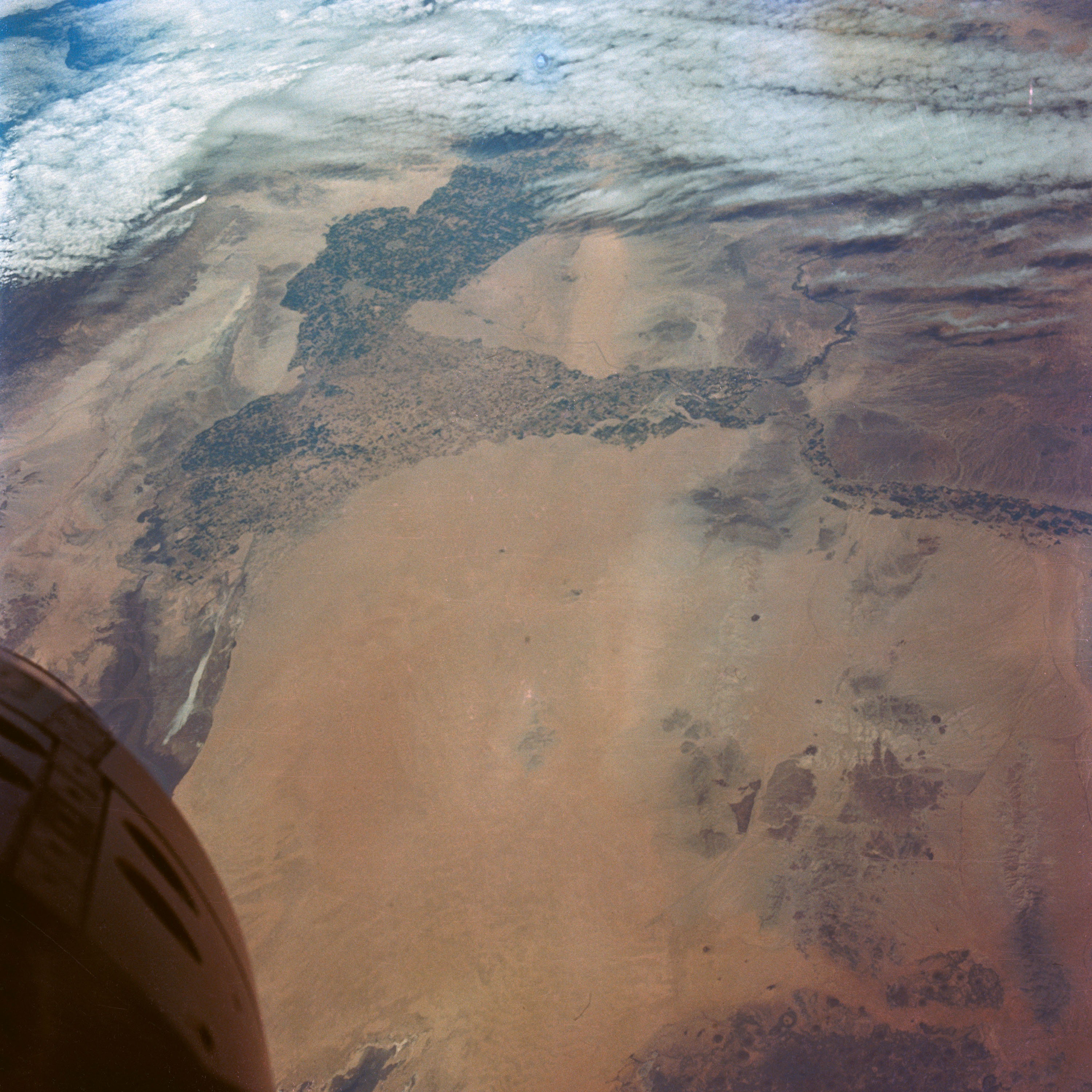
Grissom és Yong űrhajója Észak-Mexikó felett repül

Ezt követően kerülhetett sor az igazi főpróbára, amikor már emberek is ültek az új űrhajóban és élesben próbálhatták ki az új eszközök nyújtotta új képességeket. A fő célkitűzés „demonstrálni és felmérni az űrhajóban, a hordozóeszközben és az eljárásokban rejlő képességeket a jövőbeni hosszútávú és randevú repülések érdekében” volt. Ebben a kérdésben az okozta a fő dilemmát, hogy milyen hosszú repülés tudja ezt megvalósítani. Sok vita után megmaradtak a még a Gemini-program általános tervezésénél felvázolt három Föld körüli keringésig tartó verziónál, némiképp még a hiányos Mercury tapasztalatokra alapozva. A rövid repülési idő, valamint az űrhajósok számára korlátozottan rendelkezésre álló felkészülési idő folytán a küldetéstervezés csak olyan kísérleteket tudott betervezni a repülésre, amelyek nem igényeltek komolyabb felkészülést és az űrhajósok egyszerűen és gyorsan végre tudták hajtani, ezért mindössze három kísérletet – egy a sugárzásnak a sejtekre való hatását mérő, egy sejtnövesztési és egy kommunikációs kísérletet – terveztek be a fő, az űrhajó manőverezőképességét kipróbáló tesztek mellé. Ezzel a Gemini–3 egyfajta hidat képzett a rövid, de hatékony repülésével a nyúlfarknyi Mercury repülések és a későbbi, az akár egy hetet is meghaladó, bonyolult Gemini repülések között.
Személyzetként Gus Grissom parancsnokot és John Young pilótát nevezte meg a NASA, előbbi a Molly Brown nevet választotta az űrhajónak. A startra 1965. március 23-án, helyi idő szerint 9:24-kor (14:24 UTC) került sor Cape Kennedy LC-19 indítóállásából. A három fordulatos repülés nagyon hamar lezajlott: az első keringésben elhárítottak egy kisebb műszerfal hibát, illetve nekiláttak a kísérleteknek, amelyek azonban nem sikerültek, a második keringésben került sor a történelmi és egyben legfontosabb próbára, az űrhajósok önállóan manővereztek – pályát változtattak az űrhajóval. Végül a harmadik körben már a leszállás előkészületeivel voltak elfoglalva. A leszállásra 4 óra 55 perc 14 másodperc repülés után került sor az Atlanti-óceánon, ahol a USS Intrepid anyahajó szedte fel az űrhajósokat. Ezzel az űrhajó berepülése sikeresen teljesítésre került, utat nyitva a későbbi, komolyabb Gemini repülések előtt.

### A Gemini–program második fázisa
A Gemini–program második fázisának tekinthető 5 repülés lényegében azoknak a teljes újdonságot jelentő mérföldköveknek a kipróbálása volt, amelyért magát a programot létrehozták, azaz a később holdra szállás mérföldköveinek számító műveletek életképességének bizonyítása. A NASA lényegében ezen az öt repülésen múlta felül véglegesen a szovjet űrprogramot és alig egy év alatt – legalábbis technikai értelemben – megfordította az űrversenyt, igaz annak végleges megnyeréséhez a közvélemény szemében mindenképpen kellett később a holdra szállás.
A NASA amikor áttért a repülések következő fázisára, az alapvetően előre kijelölt fő célkitűzéseken akart végigmenni, az első kutató repüléssel az űrrandevút célozva meg. Ám mivel az űrhajó képességeinek kifejlesztése sem volt még a végén, a szovjetek ráadásul végrehajtották az első űrsétát, ezért átalakították az első repülést és maguk is az űrséta megvalósítását tűzték ki célul, soron kívül. A startra 1965. június 3-án, 10:26:59-kor (15:15:59 UTC) került sor Cape Canaveral 19-es indítóállásáról. A repülés első feladata az űrhajót pályára állító Titan II második rakétafokozatával való űrrandevú volt, az űrhajósoknak egy-két méterre meg kellett volna közelíteni a leválasztás után eltávolodott eszközt és kötelékben repülni vele egy ideig. A repülés idejére még nem készült el a randevúradar fejlesztése, ezért az űrhajósok a saját szemükre támaszkodhattak csak a manővernél. Többszöri sikertelen próbálkozást követően McDivitték felhagytak a randevú megkísérlésével, mivel az nem vezetett eredményre.
A repülés második feladata az űrséta végrehajtása volt, amelyre Ed White volt kijelölve. White előbb elvégezte az űrséta előkészítő tevékenységeit (összeszerelt egy, a manőverezéshez szükséges sűrített levegős pisztolyt, illetve csatlakoztatta az űrruhájához a létfenntartó rendszer csatlakozóit, a köldökzsinórt, stb.), majd kihermetizálták a kabint, némi nehézség árán kinyitották a kabinajtót és az űrhajós kilebegett az űrbe. A manőverező pisztoly segítségével különböző irányú mozgásokat próbált ki, amelynek során az űrbeli mozgás semmiféle nehézséget nem okozott és nem merült fel egyéb zavaró körülmény, (pl. rosszullét) sem. Harminchat perc elteltével White az irányítás határozott utasítására visszatért a kabinba parancsnoka, Jim McDivitt mellé, amellyel az első amerikai űrsétát sikerrel teljesítettnek minősíthették.
Az űrsétát követően még három napnyi repülés várt az űrhajós párosra, amelynek során tizenegy tudományos (orvosi, fényképezési és egyéb) kísérletet hajtottak végre, mindet sikerrel. A repülés 48. keringésében meghibásodott az űrhajó komputere, ami miatt nem lehetett szó a tervezett, komputer irányítású visszatérésről. A 62 keringésben kézi irányítás mellett hajtották végre az űrhajósok a fékezést, a légkörbe való visszatérést. A Gemini IV 1965. június 7-én került sor az Atlanti-óceánon, ahol 81,4 kilométerrel a tervezett leszállási pont mellett szálltak vízre. A helyszínen várakozó USS Wasp anyahajó egy órán belül kiemelte őket.
A NASA számára a holdutazáshoz szükséges műveletek kipróbálása során a soron következő művelet, az űrrandevú kipróbálására hivatott repülés a Gemini V volt.

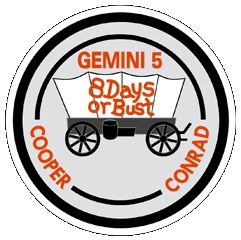
A Gemini V logőja és jelmondata: „8 nap, vagy halál”

A repülés 1965. augusztus 21-én startolt Cape Kennedy 19-es indítóállásából helyi idő szerint 9:00-kor (14:00 UTC), egy kis ún. pogo oszcillációt leszámítva eseménytelen start keretében. Az űrhajó 163*350 kilométeres ellipszis pályára állt. A pályára állás után rögtön hozzá is kezdett a Gordon Cooper parancsnokból és Pete Conrad pilótából álló legénység a legnagyobb figyelemmel kísért randevúkísérlet megvalósításához. Ehhez előbb kibocsátottak egy kis műholdat (hivatalos nevén a Randevú Felmérő Csomagot), majd mikor ez kissé eltávolodott, megpróbáltak odamanőverezni hozzá. Időközben azonban az első útjára felvitt üzemanyagcella, amely a fedélzeti áramellátásért volt felelős abnormális működési paramétereket kezdett jelezni, ami miatt a legénység elővigyázatosságból inkább leállította. Ezzel azonban az elsődleges célkitűzés, az űrrandevú meghiúsult, sőt felvetődött a repülés idő előtti megszakításának és a legénység hazahozatalának gondolata is. Houstonban és St. Louis-ban, az űrhajó gyártóhelyén hamarjában kísérletek indultak az üzemanyagcellával, majd az extrém paramétereken működő eszközzel szerzett tapasztalatok alapján a legénység is visszakapcsolhatta azt, hogy az űrhajóban visszaálljon az áramellátás. Ezzel a korai repülés megszakítás veszélye megszűnt és visszatért a randevúkísérlet gondolata. Ugyan a céltárgynak szánt műhold elveszett, az irányítás rájött, hogy nem igazán egy céltárgyra van szükség, hanem inkább egy kitüntetett pontra az űrben, amit meg lehet közelíteni (a céltárgy inkább csak megtestesíti azt). Ezért Buzz Aldrin vezetésével kidolgoztak egy ún. „fantom randevú” nevű eljárást, aminek pont az volt a lényege, hogy egy kitüntetett ponthoz manőverezzék az űrhajót. A harmadik keringés során Cooper sikerrel teljesítette a fantom randevút, ezzel igazolta, hogy a Gemini űrhajóval valóban lehetséges egy űrbéli randevú megvalósítása.
A további feladat a 8 napos – világrekordot jelentő – időtartam kirepülése volt. Ennek abban állt a jelentősége, hogy ez volt egyenlő nagyjából egy holdutazás elméleti oda- és visszaútjának időszükségletével. Ennek során összesen 17 kísérletet végeztek el – köztük két, a Pentagon által feljuttatott katonai kísérletet is –, zömmel sikerrel. A Gemini V 1965. augusztus 29-én, 7 nap 22 óra 55 per 14 másodperc repülést követően rendben leszállt az Atlanti-óceánra, ahol a USS Lake Champlain hordozó vette a fedélzetére a legénységet.
A következő két repülés – igaz némileg véletlenszerűen – szimultán repülés volt, amelynek során a fő célkitűzések közül az űrrandevút (két űrhajó űrbeli találkozását) és a holdutazás időtartamának megfelelő hosszútávú repülést próbálták ki. Az eredeti elképzelések szerint a Gemini V fantomrandevúja után a Gemini VI egy Agena célrakétával találkozott volna, létrehozva egy kézzelfogható, a közvélemény számára jól értelmezhető randevút. Az erre vonatkozó előkészületek megtörténtek és 1965. október 25-én az Agena el is startolt, miközben az űrhajósok is beszíjazva ültek az űrhajójukban a saját startjukra várva. Ám hamarosan az irányítás azt a hírt kapta a megfigyelőhajóktól, hogy az Agena-t valamilyen váratlan esemény érte és felszállás közben megsemmisült. Az embert szállító hajónak értelmetlen volt startolnia, így az űrhajósokat kiszállították, a rakétából pedig leengedték a betöltött hajtóanyagot a startot későbbre halasztva. Már a sikertelen start idején felmerült az ötlet, hogy a hosszas baleseti kivizsgálásra váró Agena helyett miért ne lehetne egy másik Gemini – a soron következő repülés embert szállító űrhajója – a céltárgy. Az ötlet hamar hivatalos tervvé lett és a felszállásra váró Gemini VII a Gemini VI céltárgya, csak a két repülés startsorrendjét kellett megcserélni. Illetve a Gemini csapatnak biztosnak kellett lennie abban, hogy az egyetlen rendelkezésre álló indítóállást alkalmassá lehet tenni néhány nap alatt arra, hogy újra indítani lehessen róla egy rakétát.

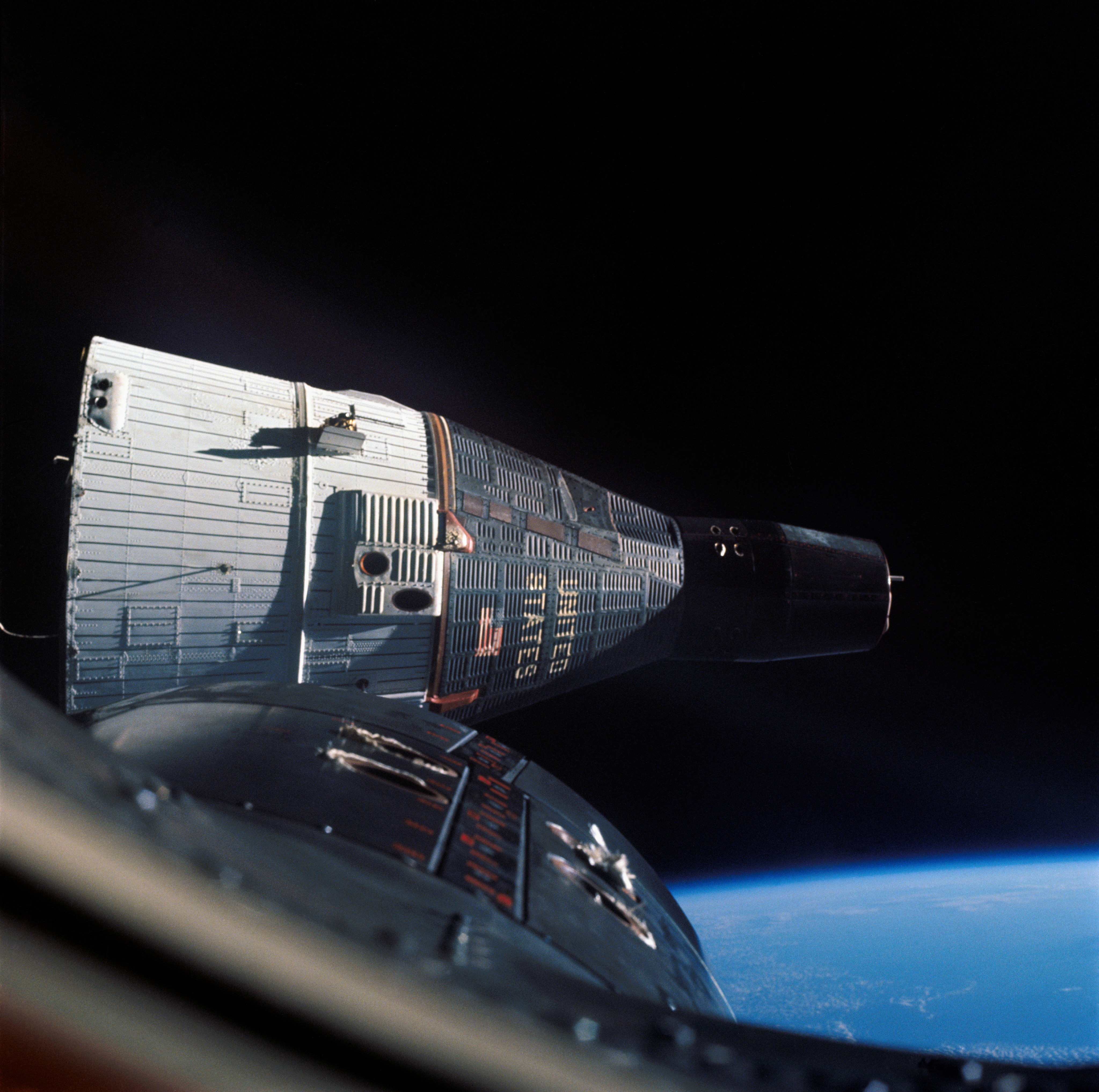
A Gemini VIA és a Gemini VII randevúja

Az elképzelésből hamar hivatalos terv lett és a Gemini VII már úgy indult az űrbe, az addigi időtartamrekordot messze megdöntő 14 napos útjára, hogy a célok között ott volt egy másik Gemini űrhajó fogadása is. A Gemini VII Frank Bormannal és Jim Lovelllel a fedélzetén 1965. december 4-én startolt. A két űrhajós arra vállalkozott, hogy két hetet tölt el egy akkora űrhajóban, mint egy Volkswagen Bogár első két ülése, mivel ez számított egy holdutazás elméleti maximum időtartamának. Az űrhajósoknak nem volt szigorú időbeosztása, de jó néhány kísérletet végeztek el a hosszú idő alatt. Közben elsőként próbálhatták ki, hogy milyen, amikor levehetik az űrruhájukat (igaz először csak felváltva engedte nekik az irányítás, az egyiküknek mindig űrruhába beöltözve kellett lennie, ami kezdetben meglehetősen frusztrálta a parancsnokot).
A start után a földi személyzetnek kilenc napja volt Cape Canaveral-en, hogy az első űrhajó felszállása után felkészítsék a startra a második Geminit. A Gemini VIA-ra átkeresztelt repülésen Wally Schirra és Thomas Stafford startját 1965. december 12-re tűzték ki. Aznap rendben meg is történt minden startelőkészület, ám a visszaszámlálás során a legutolsó másodpercekben egy elektromos csatlakozó hibája miatt leállt a startfolyamat és az űrhajó a Földön maradt. Nagy szerencsére Schirra nem húzta meg az ilyen esetekre előírt katapultálást kiváltó kart. Az űrhajó átvizsgálása során hamar kiderült a hiba oka, ami ráadásul egy nagyon könnyen kijavítható hiba volt, és így esély nyílt rá, hogy a még mindig hat napig fenn tartózkodó űrhajóhoz még egyszer megpróbáljanak egy randevúkísérletet. 1965. december 15-én aztán végre sikeresen elstartolt a Gemini VIA. Schirráék mindössze négy keringés alatt utolérték a másik Geminit, majd mintaszerű űrrandevút mutattak be. A műveletek során a Gemini VIA játszotta az aktív, míg Bormanék űrhajója a passzív szerepet. A Gemini VIA repülése mindössze egy napig tartott, aminek során megközelítették, majd eltávolodtak a célűrhajótól, végig 30 cm és 90 méter között tartva a távolságot. A randevú sikeres volt. A randevú teljesítése után a Gemini VIA leszállt, Bormanék számára már csak az maradt a feladat, hogy ők pedig a 14 napos időtartamot teljesítsék ki. Főként pszichológiai nehézségek támadtak a hátralevő időben (főként Borman tűrte rosszul a maratoni bezártságot), amelyet követően 13 nap 18 óra 35 perc repülést követően a Gemini VII is leszállt az Atlanti-óceánra.
Az utolsó kipróbálatlan manőver, két űrhajó összekapcsolása a világűrben a Gemini VIII-ra maradt. A dokkolást ezúttal (is) a Gemini VI eredeti tervének megfelelően egy Agena célrakétával tervezték. A tervek szerint a Gemini VIII-cal már a korábbiakhoz képest eggyel komplexebb feladatsort céloztak meg, mivel a dokkolás mellett még tervezték, hogy az összekapcsolt űrhajórendszerrel, az Agena hajtóművének felhasználásával végezzenek manővereket, majd ezzel párhuzamosan a pilóta még űrsétát is tett volna. A repülésre Neil Armstrong parancsnokot és Dave Scott pilótát jelölték legénységül.

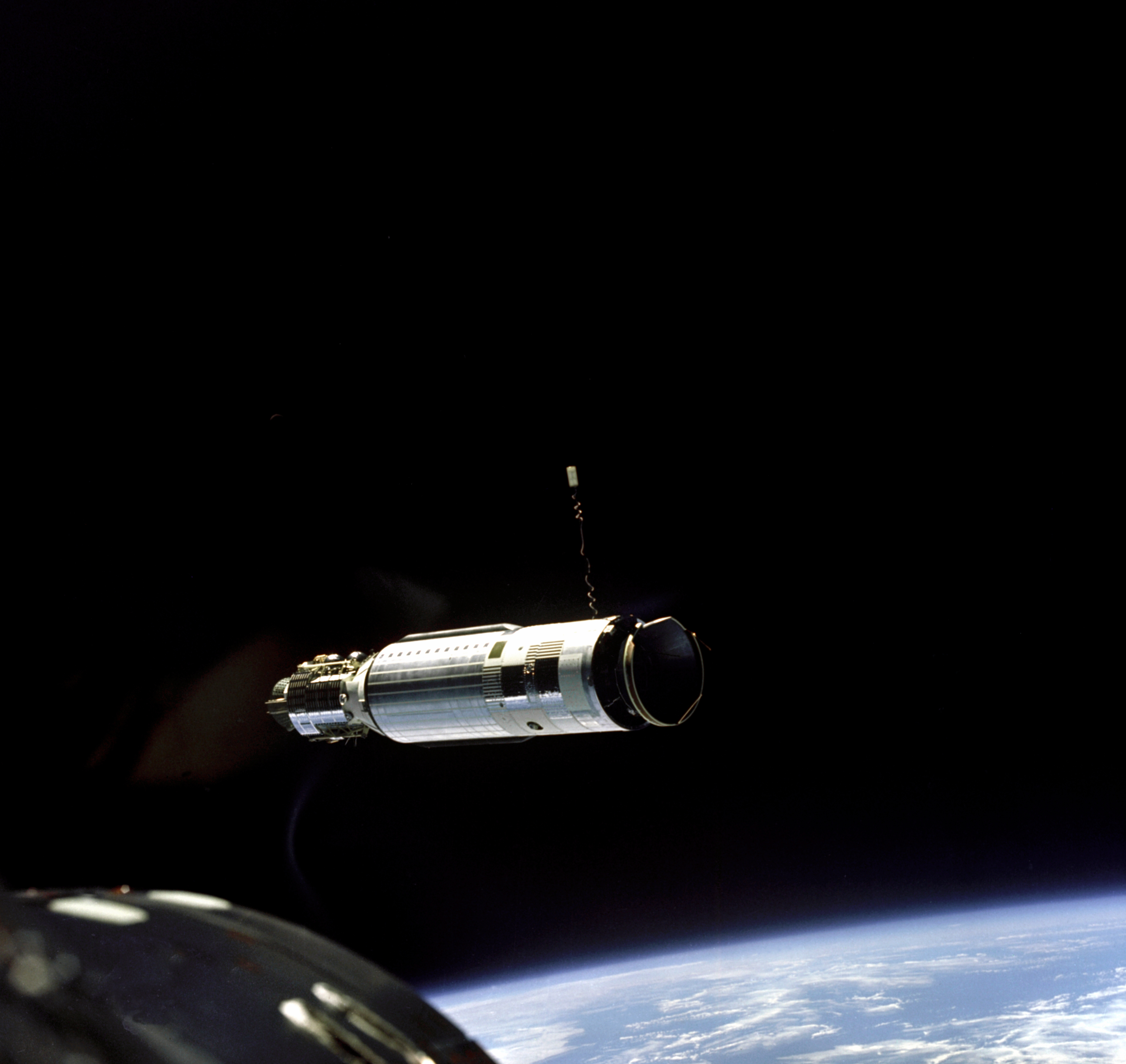
A történelem első űrbeli dokkolása egy Agena célrakétával

A Gemini VIII 1966. március 16-án startolt azt követően, hogy másfél órával korábban az Atlas-Agena űrszerelvény is sikeresen elstartolt Cape Canaveralről és a célrakéta problémamentesen pályára állt. Armstrongéknak az előző randevúkísérlet során kidolgozott koreográfiát követve az első szakaszban nem volt számottevő dolga, mivel a két űreszköz pályáját úgy választották meg, hogy az azokon közlekedő űrhajók automatikusan megközelítsék egymást. Az aktív űrhajóban ülő parancsnok feladatai akkor kezdődtek, amikor bekapcsolt a radar és 322 kilométerről befogta a céltárgyat. Majd 104 kilométernél a vizuális kontaktus is megvolt. Armstrong végül egészen 45 méterrel a találkozás előttig csökkentette a távolságot a két űrhajó között, ahol aztán megállt és egy rövid ideig kötelékben repültek. Ezt követően aztán megkezdődtek az összekapcsolást célzó korrekciók és fél óra elteltével a két űrhajó eggyé vált, amikor a dokkolóreteszek szilárdan rögzítették az egymáshoz navigált űrhajókat. Armstrong diadalmasan jelentette az irányításnak, hogy sikerrel dokkoltak.
Ezt követően azonban minden rosszra fordult. Az űrhajó elkezdett pörögni, ami valamilyen kormányzásbeli hibát mutatott. Még a repülés előtt az irányítás olyan eligazítást adott, ha bármilyen hiba merülne fel, az űrhajósok váljanak le az Agena-ól, mert vélhetően az a hibás. Armstrongék így is tettek, ám ekkor kiderült, hogy nem az Agena a rossz, hanem a saját űrhajójuk. A – beragadt kormányfúvóka miatti – forgás egyre erősödött, mígnem hamarosan elérte az egy fordulat/perc sebességet, amely már hatással volt az űrhajósok érzékelésére. Szédülni kezdtek és a helyzet azzal fenyegetett, hogy elájulhatnak és végül meg is halhatnak. Ekkor Armstrong merész döntést hozott (időközben végig a rádió követőállomások által el nem ért „lyukban” voltak, teljesen magukra utalva) és leállította az orbitális szakaszban használatos kormányrendszert és átváltott a csak a légköri visszatéréshez használt másik, független kormányrendszerre. Ezzel sikerült megállítani a forgás, ám ez egyben azt jelentette, hogy lényegében azonnal le kell szállni, megszakítva minden további repülést. További gondot jelentett, hogy ekkor az eredetileg tervezett és hajóegységekkel telerakott leszállási körzet, az Atlanti-óceán szóba sem jöhetett, helyette a Csendes-óceánon kellett végrehajtani a leszállást ahol a haditengerészet sokkal kisebb mentőkapacitással rendelkezett. 10 óra 41 perc 26 másodperc repülést követően a Gemini VIII sikeres leszállást hajtott végre Japán mellett és ezzel a NASA az első vészhelyzetén sikeresen túljutott, emellett teljesítette az első űrbéli dokkolást is.

## Személyzet
A Gemini IX repülésekor nem várt tragédia borította fel az előre felállított legénységi jelölést. Deke Slayton eredetileg 1965 októberében Elliot See parancsnokot és Charles Bassett pilótát jelölte ki repülő személyzetként (előbbit az Új Kilencek, utóbbit az Új Tizennégyek soraiból), akik el is kezdték a kiképzést, hogy végre az eredeti terveknek megfelelően „rendesen” (problémáktól és megszakításoktól mentesen) találkozzanak az Agena-val és egy nagyszabású űrsétát tegyenek, továbbléptetve a programot, annak harmadik, utolsó fázisába. Ám ezt egy tragédia alaposan átírta.
1966. február 28-án, a kiképzés keretében az elsődleges és a tartalék legénység is átrepülni készült St. Louisba, a McDonnell gyártóhelyére a Gemini űrhajóval kapcsolatos munkálatokra. Texasból géppárban indultak T–38 Talon típusú kétüléses gyakorló repülőgépeiken (az egyik gépen ült See és Bassett, a másikon Stafford és Cernan) és már a a houstoni felszálláskor tudni lehetett, hogy a fogadó reptéren rossz körülmények uralkodnak, esővel, köddel, 180 méteres felhőalappal, 3 kilométeres látótávolsággal. Odaérkezvén a körülmények még csak romlottak, az eső havas esőre váltott és a látótávolság tovább csökkent. A felhők alá süllyedve a pilóták úgy találták, hogy messze vannak a kifutótól ezért a két pilóta ellentétes döntést hozott, míg Stafford úgy döntött visszaemelkedik a felhőbe és tesz egy új műszeres leszállási kísérletet, See azt gondolta nem emelkedik, hanem a látómezőben tartja a leszállópályát és úgy tesz egy kört. Miközben egy bal fordulóban tartotta a gépet az erősen süllyedni kezdett, hogy ellensúlyozza a süllyedést, See utánégetőt kapcsolt, hogy sebességet nyerjen és erőteles manőverbe kezdett, hogy röviden a betonra tehesse a gépet, ám elkésett és a gép beleütközött a McDonnel gyártócsarnokának a tetejébe (pont azon csarnokéba, ahol a Gemini űrhajót gyártották éppen), majd azt leborotválva a ház melletti részre zuhant. Mindkét pilóta azonnal meghalt.
A balesetet követő kivizsgálás megállapította, hogy a repülőgépnek semmiféle meghibásodása nem volt, az egészen a becsapódás pillanatáig tökéletesen működött, hanem pilótahiba okozta a balesetet, annak ellenére, hogy See nagy tiszteletnek örvendő, gyakorlott berepülőpilóta volt és korábban soha semmilyen repülőeseménye nem volt, most mégis abbéli szándéka, hogy mindenáron a látómezőben tartja a kifutópályát, végzetes hibának bizonyult. A két űrhajós halála a Gemini számára azt jelentette, hogy a Gemini IX megüresedett helyeit be kell tölteni. ezért a tartalék legénység lépett előre (Tom Stafford parancsnokkal és Eugene Cernan pilótával), ahogy az már korábban, a Mercury–7 esetében éppen a döntést hozó Deke Slayton és Wally Schirra esetében is megtörtént, illetve új tartalékokat kellett kijelölni a repülésre Jim Lovell és Buzz Aldrin személyében. Mivel a legénységi jelölések egy viszonylag jól kiszámítható legénységi rotáció mentén működtek, ez kihatással volt a további Gemini repülések legénységi jelölésére és bizonyos tekintetben még az Apollo-program legénységi kiválasztási szisztémájára is.

### Eredeti személyzet

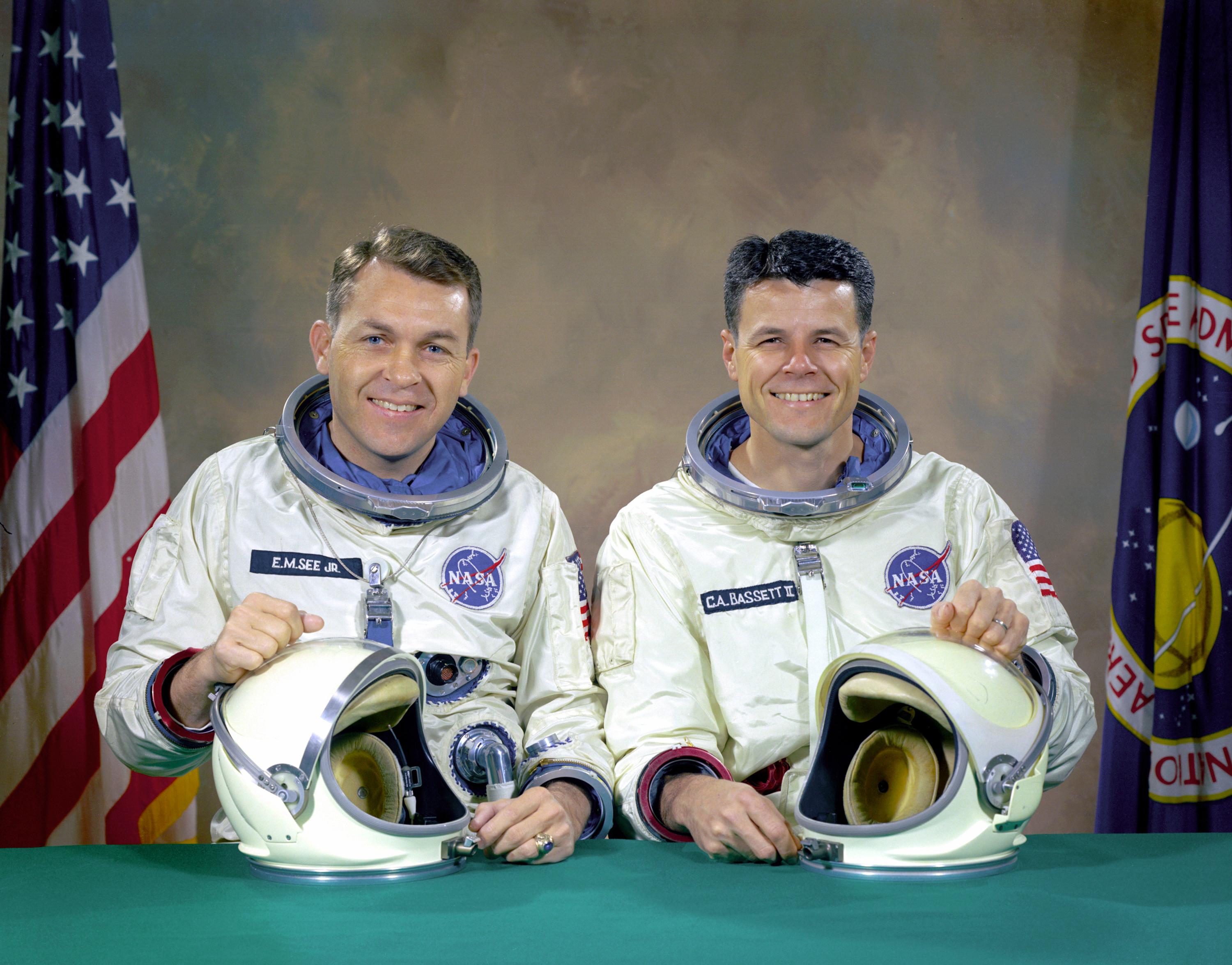
Az eredeti legénység: Elliot See és Charlie Bassett

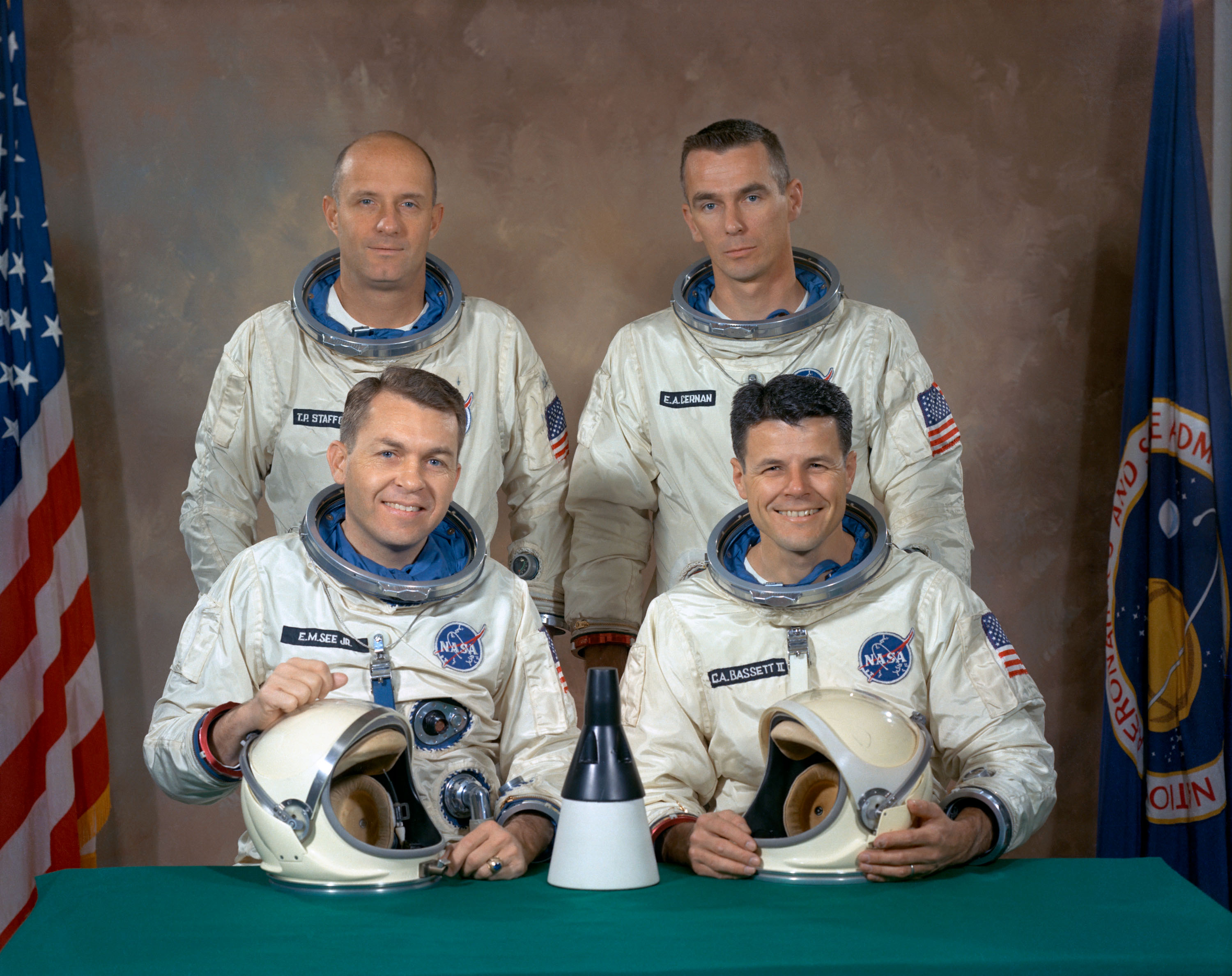
Az eredeti első sámú és tartalék legénységről készült fotó Bassett-tel, Seevel, Stafforddal és Cernannel

| Beosztás   | Űrhajós                                           | Űrhajós                                           |
| ---------- | ------------------------------------------------- | ------------------------------------------------- |
| Parancsnok | Elliot See (ez lett volna az első) űrrepülés      | Elliot See (ez lett volna az első) űrrepülés      |
| Pilóta     | Charlie Bassett (ez lett volna az első) űrrepülés | Charlie Bassett (ez lett volna az első) űrrepülés |

### Repülő személyzet (egyben a korábbi tartalék személyzet)
| Beosztás   | Űrhajós                    | Űrhajós                    |
| ---------- | -------------------------- | -------------------------- |
| Parancsnok | Tom Stafford (3) űrrepülés | Tom Stafford (3) űrrepülés |
| Pilóta     | Gene Cernan (3) űrrepülés  | Gene Cernan (3) űrrepülés  |

### Tartalék személyzet
| Beosztás   | Űrhajós                   | Űrhajós                   |
| ---------- | ------------------------- | ------------------------- |
| Parancsnok | Jim Lovell (4) űrrepülés  | Jim Lovell (4) űrrepülés  |
| Pilóta     | Buzz Aldrin (2) űrrepülés | Buzz Aldrin (2) űrrepülés |

## Repülés

### A repülés közvetlen előkészületei
A Gemini IX idejére a program túl volt az összes nagy mérföldkövén, minden egyes űrműveletről bebizonyították, hogy kivitelezhető, amelyre az Apollo–program holdra szállásaihoz szükség volt. Ezzel a repüléssel a Gemini-program új fázisába lépett: el kellett mélyíteni a tudást, amelyet megszereztek, hogy az Apollo repülések idején gyakorlott űrhajósok hajtsák végre ugyanezeket a manővereket és gyakorlott irányító személyzet támogassa őket. Éppen ezért a tervezők a Gemini VIII elmaradt komplex feladatait akarták a Gemini IX-re bízni, azaz egy dokkolást egy Agena-val, majd egy űrsétát és széles körű tudományos kísérleti programot.
A tervezés során három pont körül koncentrálódtak a kérdések: a randevút a harmadik keringésre időzíteni, köldökzsinóros, vagy szabad manőverezésű űrsétát hajtsanak-e végre és hogy a radart fel lehet-e váltani a szabad szemes érzékeléssel a randevú során. ezen kérdések közül az első egyszerűnek tűnt, a Gemini VI-on a tervezők azt tűzték ki, hogy a negyedik keringés előtti randevúval gondok lehetnek, a Gemini VIII elé a második keringést tűzték ki, amely végül a harmadikban járt sikerrel. A randevú gyorsasága azért volt kérdés, mert a holdra szállásoknál – a LOR koncepción alapuló –, a hold körüli pályán végrehajtott randevúknak mindjárt az első keringésben végbe kellett menniük tekintettel arra, hogy a felszálló holdkompnak már nem volt hajtóanyaga. A Gemini IX és X számára a mérnökök ezért a Gemini VI-éhoz képest minél előrébb hozott randevútervet dolgoztak ki. A második probléma okozta a legnagyobb fejtörést. A Chance Vought repülőgépgyár mérnökei kifejlesztettek egy űrhajósoknak szánt manőverező egységet, lényegében egy rakétaszéket, amellyel az űrhajótól függetlenedve végezhettek, sokkal szabadabban manővereket. Egyes szakemberek ennek a kipróbálását fontolgatták, míg mások biztonsági megfontolások alapján ragaszkodtak a 60 méteres köldökzsinór alkalmazásához. A Gemini VIII esete egyszerre gyengítette és erősítette a kötelék helyzetét. Erősítette, mivel egy gyorsan forgó űrhajóba képtelenség lett volna visszajutni egy függetlenül repülő manőverező egységgel és gyengítette is, hiszen a forgó űrhajó hamar feltekerte volna a köldökzsinórt magára és az űrhajós nem tudott volna visszajutni a kabinba. A hosszas vita végén maradt a köldökzsinóros megoldás. A harmadik probléma – a „radarral vagy radar nélkül” – onnan indult, hogy bár a Gemini IV-en a radar nélkül végzett manőverek teljes kudarcba fulladtak, a párhuzamosan zajló Apollo fejlesztések során felmerült, hogy súlytakarékossági okokból elhagynák a radart az Apollo űrhajóból és/vagy a holdkompból. Emiatt ki kellett próbálni, hogy a létfontosságú manőverek lehetségesek-e a berendezés nélkül, még ha tapasztalat volt is már az ellenkezőjéről. A vita végül ott dőlt el, hogy mindenképpen szükségesnek ítélték meg a radart legalább valamelyik holdraszálló űrhajóegységben, az ember képességeit kizártnak tartották, hogy ezt a lehetetlen feladatot is teljesítse, így maradt a radar a Gemini–programban is. Mindezzel együtt Stafford és Cernan vállalta, hogy végeznek egy tesztet, amikor a radar helyett optikai eszközökkel próbálják megtalálni az Agena-t, amely éppen akkor a Szahara felett fog repülni, amely elég jól szimulálja a holdfelszínt.

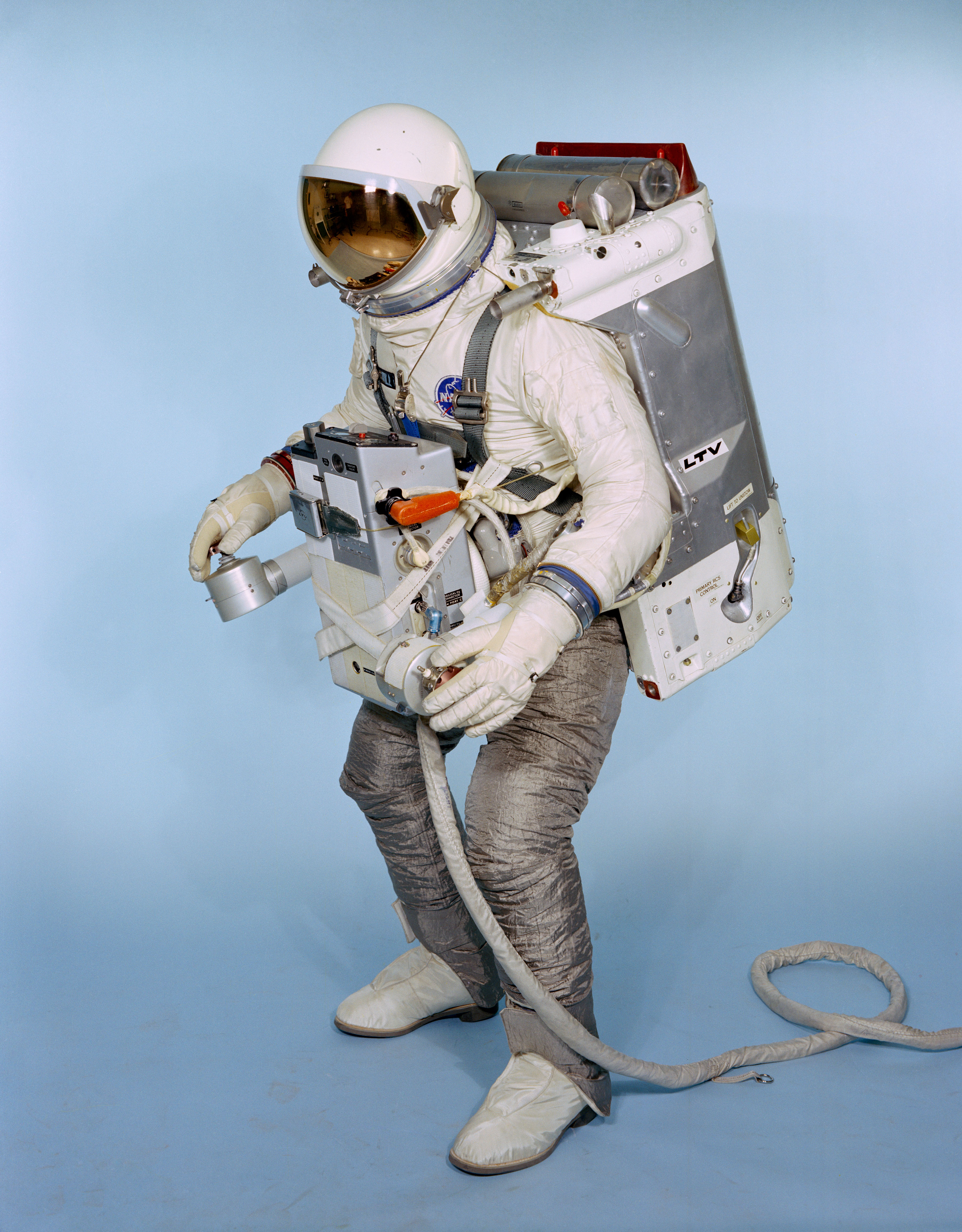
Az Astronaut Mobility Unit

A köldökzsinórt meghagyó döntés mellett azonban a manőverező egység (AMU – Astronaut Mobility Unit – Űrhajós Mobil Egység) felhasználásának gondolata is megragadt a tervezők agyában és végül elő is irányozták a tervben a használatát. A rakétaszék egyébként egy elég ormótlan, 76 kg-ot nyomó egység volt, amely 10,2 Newton tolóerőt fejtett ki előre-hátra és fel-le irányokban. A Buzz Aldrin által végzett földi tesztek során egy komoly aggodalom merült fel: a manőverező rakétákból kicsapó hő esetleg megégetheti az űrhajós űrruháját, amely komolyabb következményekkel járhat. Ennek okán az űrruha fejlesztéséről is döntöttek, amely kapott a fúvókákhoz közeli részeken egy 11 rétegből álló, alumíniumfilmmel bevont védőréteget. Emellett az űrhajón is kisebb átalakításokat végeztek. Az űrhajóra tépőzár foltokat rögzítettek, amelyekhez Cernan majd rögzíthette magát a kesztyűjén és a csizmáján levő ellendarabokkal.

### Gemini IX
A Gemini IX (Agena és Gemini űrhajó szimultán) startját 1966. május 17-re tűzték ki. Ekkorra az Atlas-Agena és a Gemini-Titan szimultán start annyira begyakorlottá vált, hogy az irányításban és a kiszolgálásban elég volt kb. 200 ember munkájával, szemben a kb. 1000 emberrel, aki egy évvel korábban a Gemini IV-et bocsátotta fel. Minden rutin ellenére azonban az Agena felbocsátása ismét nem várt problémákba futott. Az Atlas rakéta, amely pályára kellett állítsa a célrakétát megfelelően dolgozott, egészen tíz másodperccel azelőttig, amikor a végső rakétafokozatnak kiürülve le kellett volna állni, ám ekkor az egyik hajtómű fúvókája kilengett és egy olyan pozícióban rögzült, hogy a tolóereje hirtelen fejtetőre állította a rakétát és az immár nem a Föld körüli pálya felé kezdett száguldani, hanem lefelé, az indítás helye felé. Ezután a telemetria szerint a hajtómű leállt, majd az Agena levált róla, ám rossz irányba repült, majd a kapcsolat is megszakadt vele, az Agena odaveszett és 198 km-re a starthelytől az Atlanti-óceánba zuhant. Egyrészt a NASA időzavarba került, a kudarc miatt gyorsan szüksége volt a megoldásra, hogy a program nagyobb zökkenő nélkül folytatódjon, másrészt a Gemini VI Agenaját érintő meghibásodás miatt már felkészültek egy ilyen esetre: a Convair repülőgépgyártól rendeltek egy tartalék megoldást, egy meghajtás nélküli Agenat, amellyel gyorsan, nagyjából 14 napon belül megkísérelhető a megismételt start. Az eszközt ADTA (Augmented Target Docking Adapter – Tartalék Dokkolási Céltárgy Adapter) névre keresztelték. Illetve azzal, hogy az űrhajó is immár nem az előre felbocsátott Agena-jához készült, a repülés kódját is megváltoztattaák Gemini IXA-ra. Ezzel párhuzamosan tartalék terv is született arra az esetre, ha az ADTA is startbalesetet, vagy bármilyen a működését gátló eseményt szenvedne el: hiba esetén a Gemini IXA megcélozza a Gemini VIII azóta is odafenn keringő Agenaját, bár később ezt az ötletet elvetették, mivel az Agena pályája nem úgy alakult, ahogy várták (nem fékeződött a kellő mértékben, így a pályája sem helyezkedett kellően alacsonyra).
Az új szimultán startot 1966. június 1-re tűzték ki, amikor helyi idő szerint 10:00-kor (15:00 UTC) az ATDA el is startolt a 14-es indítóállásból. Az Atlas ezúttal megfelelően működött, ám a pályára állás most sem volt problémamentes. A telemetria szerint ugyanis a Föld körüli pályára állt céltárgyat védő orrkúp nem nyílt szét rendesen és nem vált le róla. A hiba ellenére a Gemini startfolyamata folytatódott, hiszen előre kitűzték a vezetők, hogy mindenképpen sor kerül a startra. Ám három perccel a start tervezett időpontja előtt problémák támadtak a Cape Canaveral földi irányítási rendszereivel, amely miatt az indítással elmulasztották a 40 másodperces indítási ablakot. A startot 48 órával el kellett halasztani. Stafford keserűen jegyezte meg: „Lehet, hogy Franknek (Borman) és Jimnek (Lovell) van a legtöbb repülési ideje, de senkinek sincs hosszabb indítóállásbeli ideje a Gemini–programban, mint nekem!”

### A repülés
A Gemini IXA megismételt startjára 1966. június 3-án 13:39:33-kor került sor (18:39:33 UTC) Cape Canaveral 14-s indítóállásáról. Mindössze hat perc telt el a start után, amikor egy vadonatúj manővert próbáltak ki, az IVAR-t. Ennek az volt a lényege, hogy a pályára állás után azonnal beavatkoztak az űrhajó röppályájába és megpróbálták úgy alakítani, hogy a rakétaműködés bizonytalanságait is magába foglaló eltérések az eredetileg számítottól minél kisebbek legyenek (a gondolat azon alapult, hogy minél hamarabb végeznek pályakorrekciót, ahhoz annál kisebb beavatkozás szükséges, mivel az idő múlásával a pályaeltérések hatása multiplikálódik). Még az első keringés első fázisában egy sor kisebb pályamódosítás következett, amivel az 1060 kilométerre előttük levő ADTA pályájához igazították a Geminiét, hogy az minél hatékonyabban közelíthesse meg a célrakétát és a harmadik keringésben tényleg végbemehessen a randevú. Majd a második keringés is a pályák közelítésének jegyében telt. Ausztrália felett 240 kilométer távolságból megtörtént a radarkontakt is. A radarjelből egy másik jelenségre is lehetett következtetni: az Agena a hajtóművével egy stabilizált jármű volt, a meghajtás nélküli ATDA viszont nem, amelytől azt várták, hogy majd támolyogni fog a keringése közben és ezt a mozgást jelezni fogja a radarjel változása.

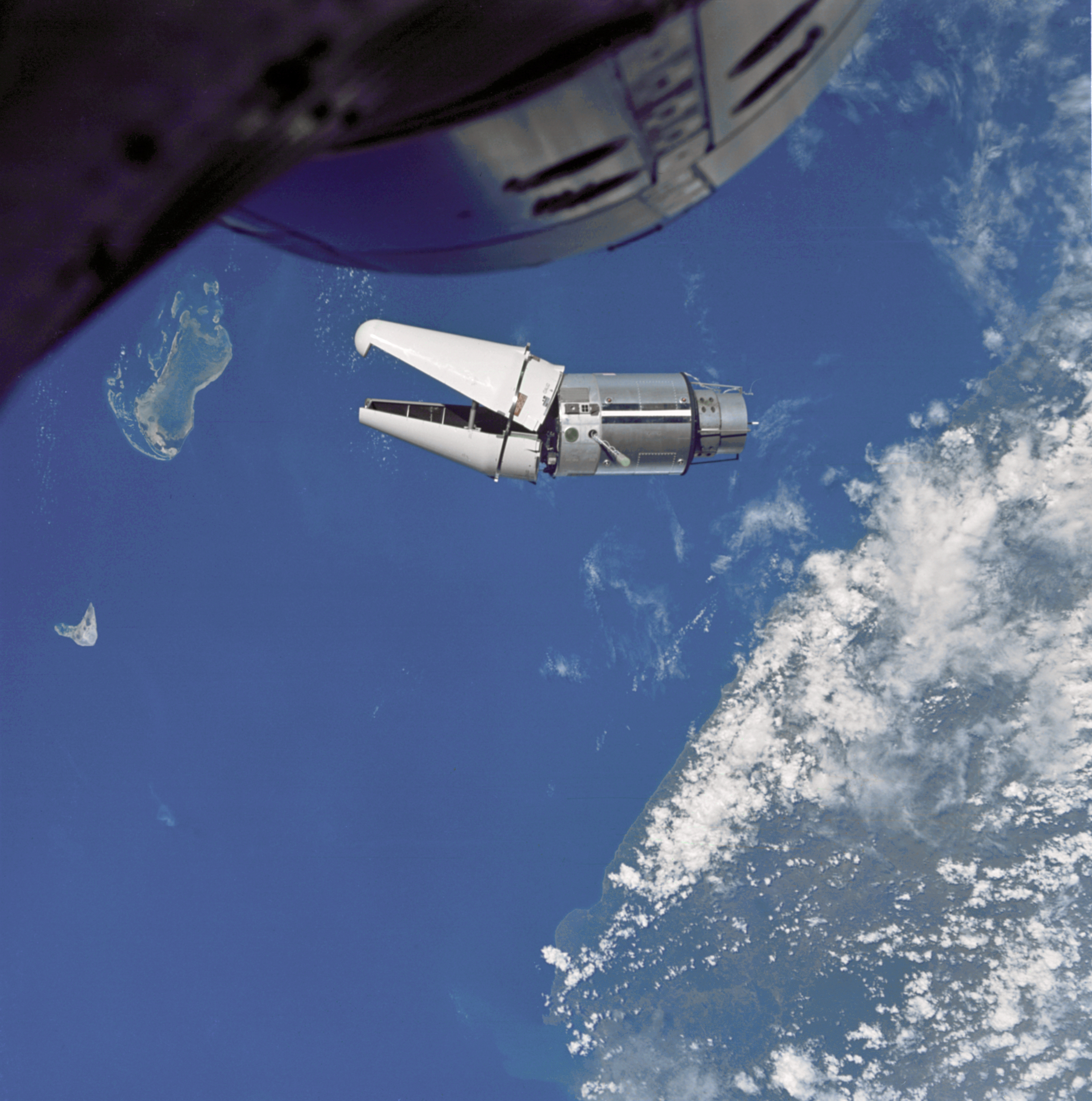
A„Mérges Aligátor”

A vizuális kapcsolat 93 km távolságból született meg, ami egészen 56 kilométeres távolságig hol elveszett, hol újra feltűnt, majd onnantól vált állandóvá (amikor berepültek az éjszakai félgömb fölé, a holdfény segített, a szinte vakító közvetlen holdfény az ATDA-ról is olyan erővel verődött vissza, hogy azt stabilan engedte látni az űrhajósoknak a sötétben is). A nagy kérdés az volt, hogy a telemetria által jelzett hiba, miszerint a rakéta védő orrkúpja esetleg nem vált le teljesen, igaz-e. Messziről a villogó jelzőfények hiányából, vagy meglétéből próbált a legénység következtetni, majd egy idő után meglátták a valóságot. „Az orrkúp félig nyitva ottmaradt rajta” – jelentette Stafford a lelohasztó valóságot. Kicsit később azt is megállapították, hogy annyira nincs kinyílva az orrkúp két fele, hogy közte odamanőverezzenek a dokkolási ponthoz és összekapcsolódjanak. Végül Stafford emlékezetes helyzetértékelése – „Úgy néz ki, mintha egy mérges aligátor forogna körbe odakinn” – zárta le a témát és adta meg évtizedekre a küldetés mottóját a hüllős hasonlattal. A manőverezés során 30 méterre csökkentették a távolságot és ott kezdtek relatív sebesség nélküli kötelékrepülésbe.

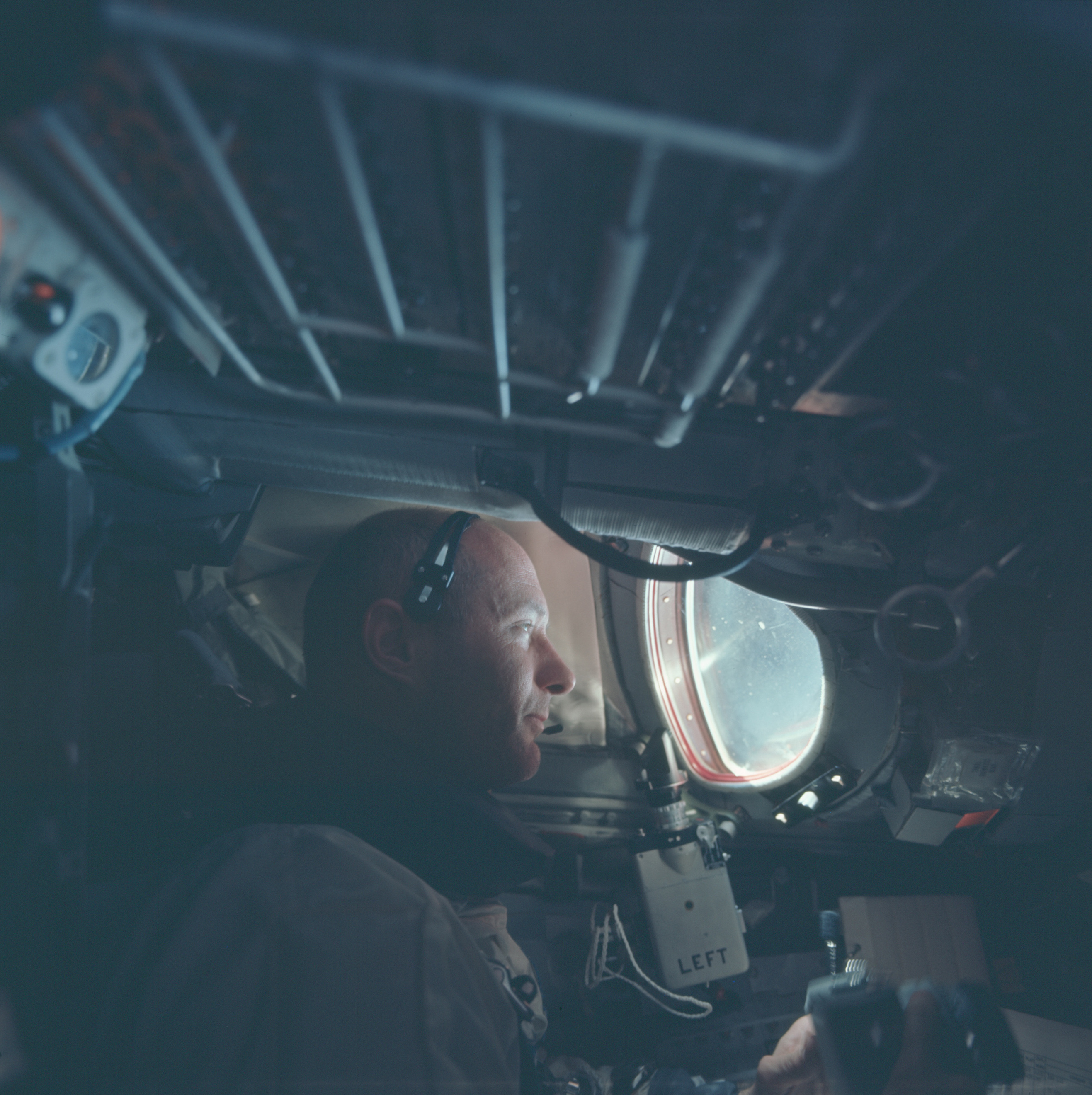
Stafford a repülés alatt az űrhajó fedélzetén

Stafford nyltan célzott rá, hogy az űrhajója orrával meglöki az orrkúpot, hátha akkor leesik, de az irányítás megtiltotta neki, helyette megbízták, hogy repüljön olyan közel, ahogy csak tud és próbálja kideríteni, miért nem vált le az orrkúp. A néhány centiméteres megközelítés során az ok is hamar kiderült. Az űrhajókomponenseket különböző gyártók szállították, az orrkúpot a Douglas, az ATDA-t a McDonnel, a rakétát a Lockheed, amelyek hol kooperációban, hol önállóan dolgoztak. Az ATDA startját megelőző napokban a Douglas mérnökei egy tesztet végeztek az összeszerelt járművön, amihez az orrkúp nyitásáért felelős vezetéket biztonsági okokból lecsatlakoztatták. A tesztet végző mérnök azonban váratlanul – a feleségénél beindult a szülés – elhagyta Cape-et és a kábel úgy maradt. Másnap, amikor a McDonnell szakemberei kezdtek el dolgozni az űrhajón, nem tudták mit kell kezdeni a kihúzott kábellel, ezért egy ragasztószalaggal gondosan rögzítették azt. Stafford aztán az űrben fényképekkel dokumentálta a gondos ragasztószalagos megoldást, amely a maga nemében szép, ám az egész küldetést romba döntő műszaki megoldás volt. Egyben Stafford ezzel a hibakereséssel szimulált egy, a hadsereg által igényelt tesztet, amelynek során a hadsereg azt akarta megtudni, hogyan lehet idegen, vagy elhagyott műholdakhoz manőverezni és megfigyelni azokat. Közben azon is elkezdődött az irányításban a gondolkodás, hogyan lehetne leválasztani az orrkúpot. Jim McDivitt és Dave Scott Los Angelesbe utazott, a Douglas gyártóhelyére, hogy megvizsgálják az orrkúp egy földi példányán, hogy esetleg el lehet-e vágni valahogy a rögzítő drótokat, megszabadítva a felesleges védőburkolattól az ATDA-t. Az űrhajósok jelentették, hogy ugyan sikerült elvágni a drótokat és pántokat, azonban olyan sok éles vágási felület keletkezett, hogy félő, azok fogják kilyukasztani a műveletet végző űrhajós űrruháját.
Mivel a dokkolás meghiúsult és az irányítás a veszély miatt nem engedélyezte, hogy vagy a Gemini űrhajó orrával lökjék meg az orrkúpot, vagy egy űrsétán próbálják elvágni a leválást megakadályozó kábeleket, az űrhajósok továbbléptek a kísérletezéssel. Elsőként egy „újra randevú” manővert próbáltak ki. Ehhez először a Föld felé irányozták a Gemini orrát és 35 másodperces hajtóműindítással megnövelték a sebességét. Az Agena hamar eltűnt a látómezejükből, amit aztán rövid keresés után megtaláltak és szextánssal folyamatosan mérték a távolságot. A feltételezés az volt, hogy csak egy ellenkező irányvektorú pályakorrekcióra van szükség és a két űrhajó ismét randevúhelyzetbe került. Egy és negyed óra múltán Stafford elvégezte az inverz manővert és a két űreszköz tényleg szinte automatikusan visszatalált egymás mellé. Egy fél óra múltán megismételték a kísérletet, eltávolodtak, majd ismét visszamanővereztek az Agena mellép, ismét nehézség nélkül.
Ekkor következett az első pihenési periódus a műveleti tervben. Az űrhajósok megbeszélték, hogy maradnak még az Agena közelében, hátha születik megoldás az orrkúp eltávolítására időközben, majd aludni tértek. A nyolc órás alvási periódus azonban nehezen telt, az űrhajósok képtelenek voltak rendesen elaludni, 30-40 perces szunyókálások voltak a maximum, amit jelentettek a 8 óra végén. A negyedik nap az előző napi „újra randevú” megismétlésével indult, csak azzal a különbséggel, hogy ezúttal ellenkező irányú volt a manőver, a gyorsítás helyett először lassítani kezdtek, majd újragyorsítva találkoztak ismét az Agena-val. Ezután tovább folytatódtak a manőverek, mindig más földtávolpontú pályákkal és sebességekkel. A kísérletek végén belekezdtek egy harmadik randevútípusba. Megpróbálták a radar helyett szemmel végrehajtani a találkozást (természetesen a radar bekacsolva maradt, ám sokkal nagyobb hangsúlyt kapott a szabad szemes érzékelés). Amikor Afrika felett jártak, a holdfényben könnyen megpillantották az Agena-t, majd később a napos félteke felett, amikor azonban a nap magasabbra hágott és a megvilágítás is erősebb lett, elvesztették a szemük elől. Már csak 6 kilométeres távolságban voltak, amikor Stafford ismét megpillantotta a rakétát, mint egy „ceruzával ejtett pöttyöt egy fehér papírlapon”. Ahogy elmondták az űrhajósok „radar nélkül fújhattuk volna a randevút”. Ezt követően már a megközelítés sikeresen lezajlott (igaz inkább a radarra támaszkodva).

### Az űrséta
A repülés során majdnem eltelt két teljes nap (az összesített repülési idő 45 óra 30 percében járt a küldetés), amikor az irányítás engedélyt adott az űrsétára. Ez a művelet a dokkolás kudarcát követően a repülés legfontosabb kísérletévé vált. A NASA már Dave Scott űrsétáján – a Gemini VIII-on – kíváncsi lett volna, hogy bonyolultabb műveletek, illetve érdemi munka végezhető-e a világűrben. Az űrsétára Gene Cernan pilóta készült. Cernan még a napfelkelte előtt kinyitotta az űrhajó ajtaját és felállt az ülésében, de még nem lebegett ki a kabinból, várta a világosat. A terv szerint majdnem kétszer megkerülte az űrhajó a Földet, mire Cernan vissza kellett térjen. Először az űrséta során néhány egyszerűbben elvégezhető kísérlet következett, amolyan bemelegítésképpen. Cernan számára azonban ezek is komoly meglepetéseket okoztak. A legfőbb megfigyelés az volt, hogy minden művelet, mozgás lassabban megy, több időt vesz igénybe, mint akár azt a földi szimulációk alapján vártak mutattak. Emellett Cernan azt figyelte meg, hogy a súlytalanságban minden mozdulata valamilyen nem várt ellenakciót indított be, amely kibillentette az egyensúlyából. Elég volt az ujját mozdítania és az egész teste kilendült az egyensúlyából.

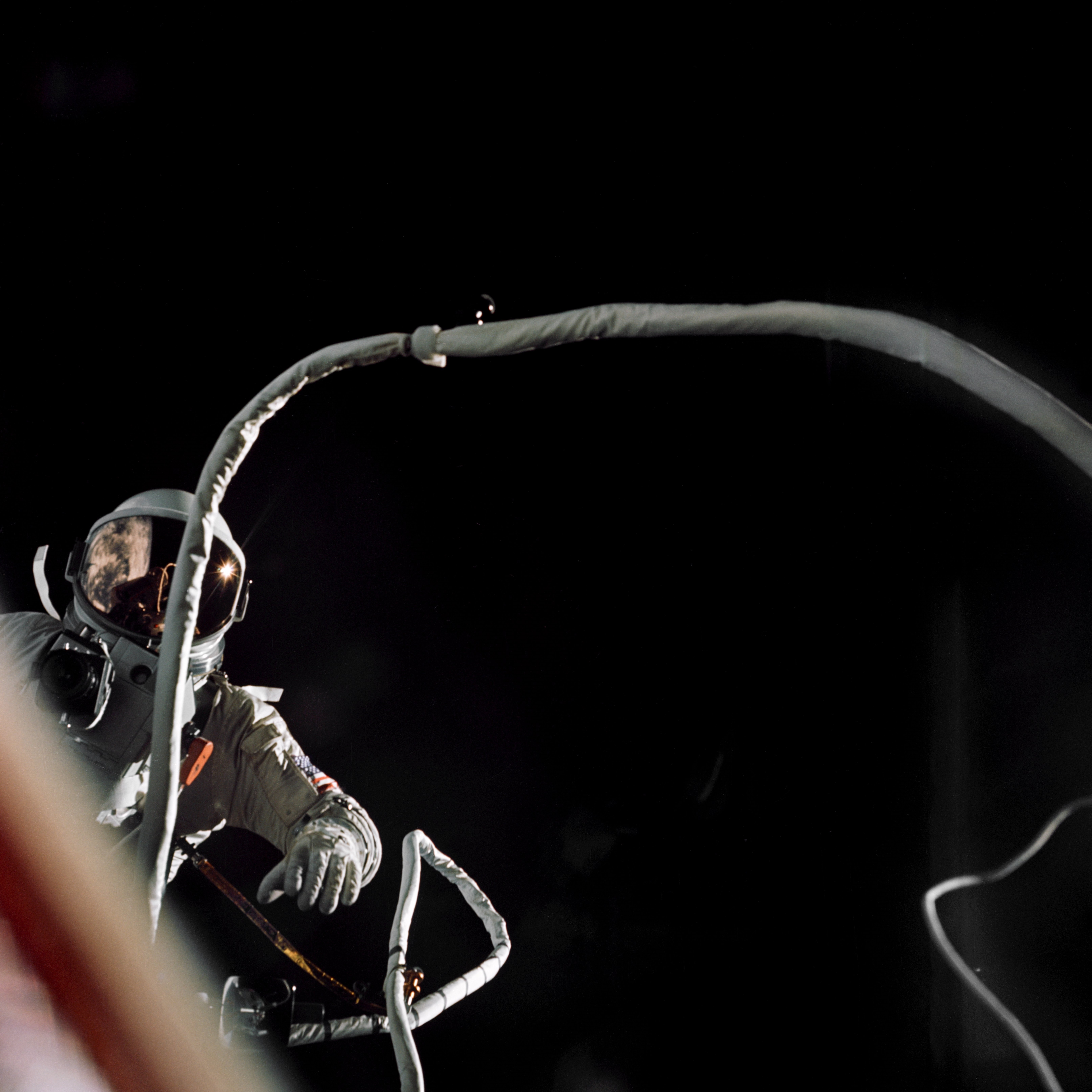
Cernan és a „kígyó”, az „elszabadult” köldökzsinór

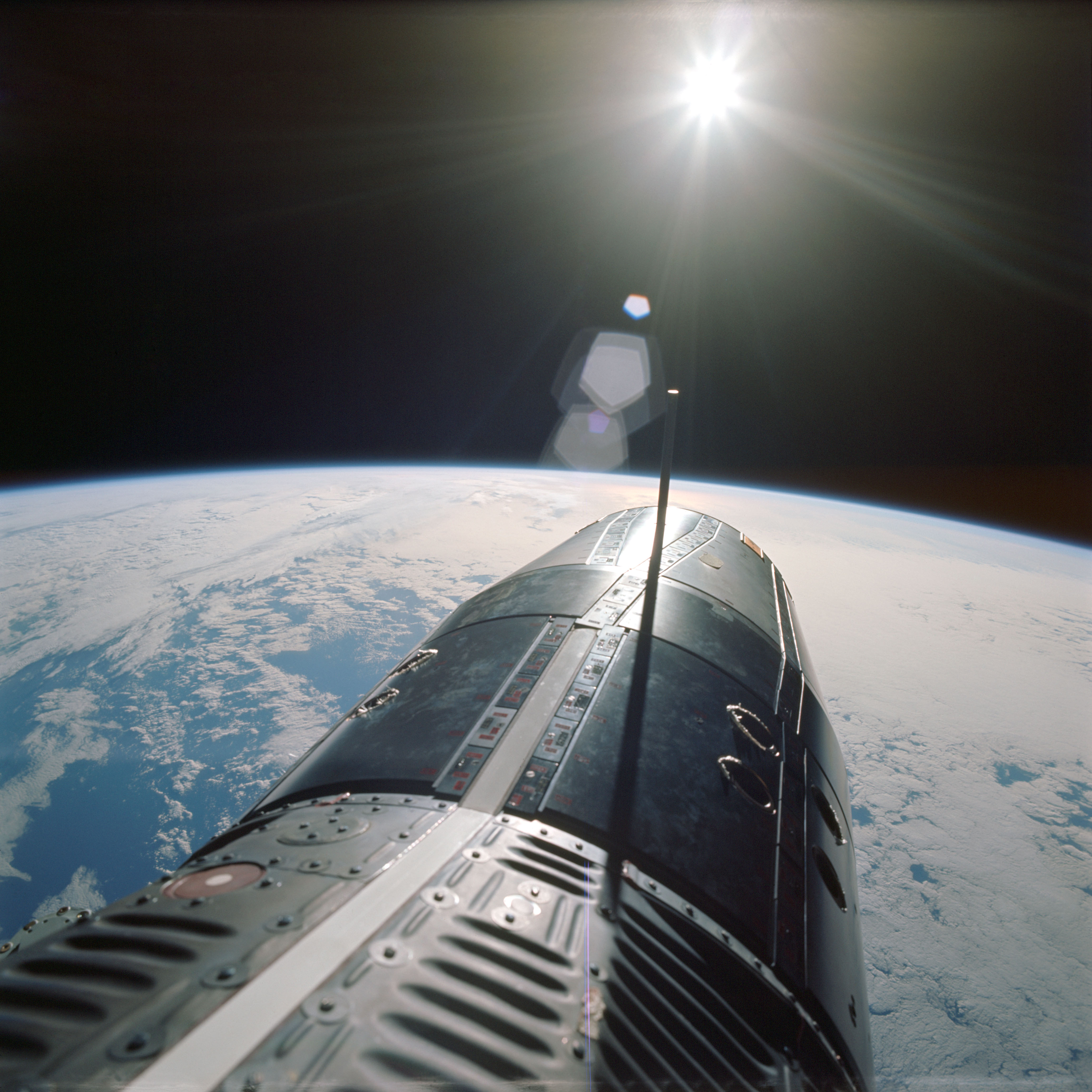
A Gemini IX orrszekciója Cernan fotóján

Ahogy haladt előre az űrséta, Cernannek újabb nehézséggel kellett szembenéznie. Már Ed White is jelezte a Gemini IV-en, hogy nagy szükség lenne az űrhajón kapaszkodókra. Azt a néhányat, amelyet Cernan számára felszereltek, teljesen használhatatlannak találta az űrhajós. Tovább rontotta a helyzetet hogy az űrruhája sem segítette a mozgást. Az űrhajón kívüli mozgás egyre nagyobb nehézségekbe futott. Nem beszélve a köldökzsinórról, amely „kígyóként tekergett” és néha módfelett akadályozta Cernant a mozgásba, amikor azt kellett igazgatnia. Cernan feladata az volt, hogy eljusson az űrhajó fenekéhez, ahol pántokkal rögzítették az AMU-t, amelyet össze kellett szerelnie és ki kellett próbálnia. Cernan hátravergődött, majd azt látta, hogy nincs elég fény, az ide szerelt lámpák nem világítanak. Kérte Staffordot, hogy gyújtsa fel őket, de végül csak egy lámpa gyulladt meg. Elkezdte a munkát a rakétaszékkel, ám ahogy a műveleteken lépésről-lépésre haladt előre – aktiválta a nitrogén és oxigén szelepeket, felszerelt egy kis zseblámpát, beállította a kartámaszra szerelt irányítókart, a köldökzsinórt, az AMU független köldökzsinórját, a biztonsági öveket, az elektromos rendszert, stb. – mindezek közben képtelen volt megfelelő testhelyzetet felvenni, folyton ellebegett és óriási erőfeszítésébe került, hogy megfelelő helyzetbe kerüljön, amit aztán egy pillanatig sem volt képes tartani. Az erőfeszítésbe hamar beleizzadt, amelynek nyomán a sisakjának belső felülete elkezdett bepárásodni, akadályozva a kilátást. Ekkor megpróbált megpihenni, ám ez sem volt maradéktalan, hiszen kezdett ellebegni az űrhajótól, ezért inkább visszaevickélt és dolgozott tovább. A feladatai 80 %-ig jutott, amikor ismét pihenni kényszerült. Ekkor beleült a már félig kész rakétaszékbe – amely még mindig az űrhajó hátuljához volt rögzítve – és ekkor volt képes teljesen megpihenni. Egyedül a sisak bepárásodásával nem tudott mit kezdeni (a pára nem távozott el és a repülés tervezéskor még csak nem is gondoltak rá, hogy valamilyen párátlanítóval kezeljék előre a sisak belső üvegfelületeit). A sisak párásodása és, hogy emiatt teljesen vak lett, elgondolkodtatta Cernant. Azzal nem volt probléma, hogy a szerelés hátralevő részét a földi gyakorlások miatt még vakon is képes volt megtenni, ám hogy fog vakon manőverezni a rakétaszékkel? A válasz olyan kétséges volt, még azután is, hogy megbeszélte a dolgot Stafforddal, hogy a parancsnokkal úgy döntöttek, megszakítják az űrsétát ezen a ponton és Cernan inkább megpróbál visszaszállni a kabinban, annak ellenére, hogy a feladatait még nem végezte el.
A döntés után Cernan lecsatlakoztatta magát a rakétaszékről és az űrhajó hátuljától, vakon, vissza kellett másznia a kabinba. Mikor visszaért, ismét csak a lábát dugta be a kabinba, amelyet Stafford tartott, mert hátra volt még egy művelet. Az űrséta elején felszerelt egy külső tükröt, amelyből a parancsnok láthatta, mit csinál a pilótája éppen, most ezt a tükröt le kellett szerelnie. Amíg a tükör leszerelésével bajlódott, az űrruhája hűtőrendszere túlmelegedett, amitől Cernan teste is extrém módon felhevült. Stafford gyorsan visszasegítette a még mindig teljesen bepárásodott sisakú űrhajóstársát, akinek az űrsétája így 2 óra 8 percig tartott, az előre tervezett 2 óra 47 perccel szemben. A visszahermetizálás után levehették Cernan sisakját, aki a túlhevüléssel a szervezete tűrőképességének határaira került.

### A repülés további része, leszállás

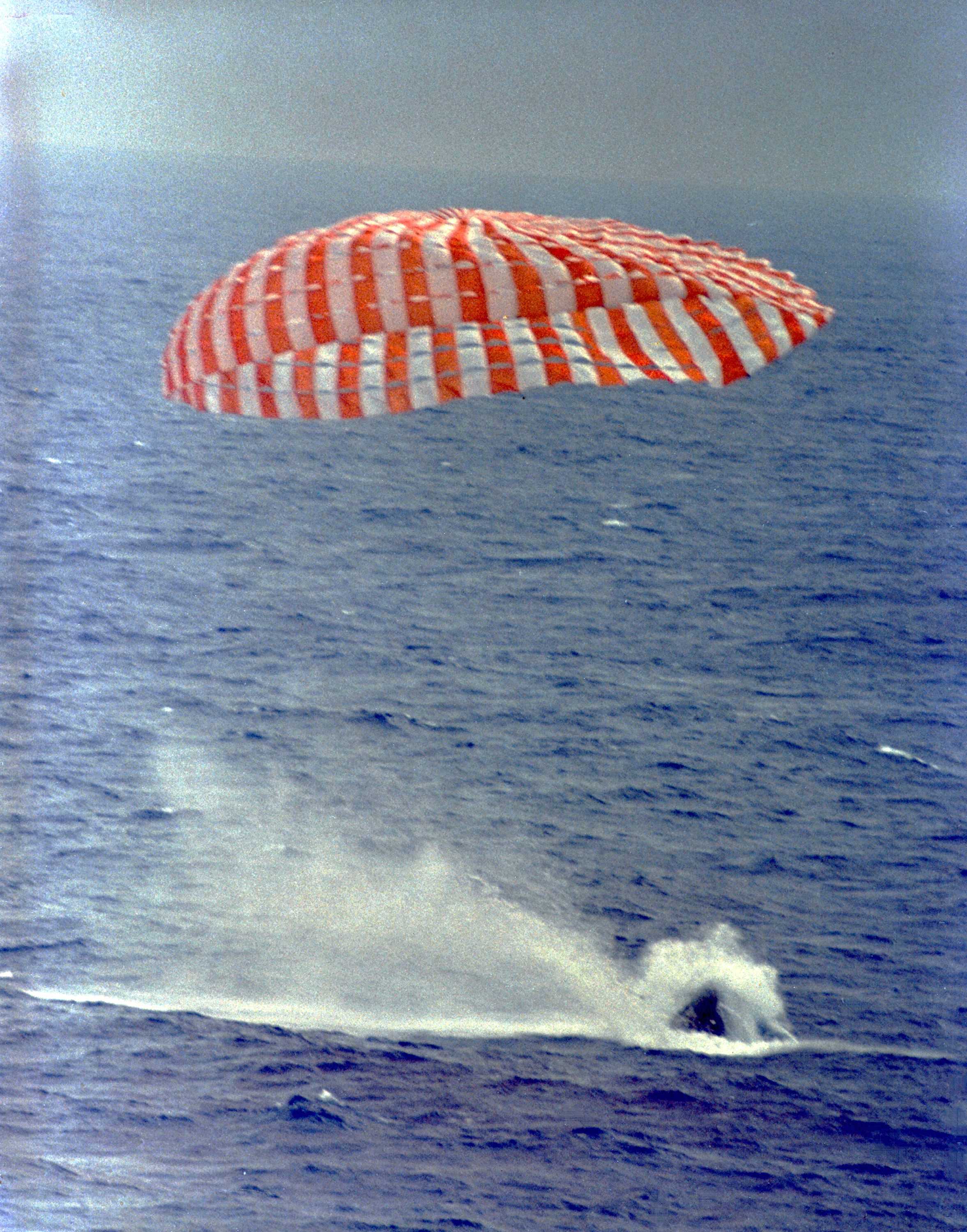
A Gemini IXA leszállása az Atlanti-óceánon

A repülés harmadik legnagyobb feladatköre a randevún és meghiúsult dokkoláson, valamint a szintén sikertelen űrsétán kívül a széles körű kísérletek végrehajtása vaolt, amely átszőtte a teljes repülést, minden olyan időszakban, amikor nem éppen a másik két művelet zajlott, az űrhajósok kísérleteket végeztek. A kísérletek közül egyetlen, az M–5 jelű volt orvosi kísérlet, amelyben testnedvek (elsősorban vér) vizsgálatát végezték el. Ehhez mintákat kellett venniük és gondosan megjelölniük a fiolákat a későbbi analízis céljából. A Hadügyminisztérium is igényelt egy kísérletet némiképp az AMU-hoz kapcsolódóan. A D–14 jelű kísérletben az űrhajó körüli elektronokból álló mező egyenetlenségeit mérték, tanulmányozva annak szerkezetét és az alsó ionoszférabeli változásait. A kísérlet csak korlátozott mértékű figyelmet kapott, összesen csak 6 mérésre került sor, 5 egymást követő keringés során.
A további kísérletek tudományos jellegűek voltak. Az S-10 egy meghiúsult kísérlet volt, amelyben mikrometeoritok becsapódásai után kutattak. Ehhez az ATDA-ra erősítettek egy gyűjtő fémlapot, amelyet Cernannek kellett volna az űrsétáján visszahoznia, ám ez nem ment végbe, bár az űrhajós végül lefényképezte a lapot. Az S–12 ugyanezen céllal és elven működött, csak a Gemini űrhajóra volt erősítve. Cernannek sikerült is az űrsétán visszahoznia a gyűjtőeszközt a kabinba. A másik két tudományos megfigyelés fő eszközei a fényképezőgépek voltak. Az S–1 jelű kísérletben az állatövi fényt próbálták megfigyelni kamerák által, az S–11-ben pedig a légkör horizontbeli fénylését próbálták megörökíteni. Három egymásutáni keringésben 45 jó minőségű fotót sikerült készíteni az űrhajósoknak, bár a fényképezőgépek pozicionálása meglehetősen nehéznek bizonyult. Az állatövi fény megfigyelésére egyébként tervben volt az űrséta felhasználása is, ám Cernan bepárásodott sisakja ezt szinte lehetetlenné tette. Ebben a kísérletben az űrséta végén kellett az űrhajósnak képeket készítenie, amikor visszatért a kabinba, a lába már benn volt az ülésen, de a felsőteste még kinn volt az űrben és a mellkasára rögzített fényképezőgéppel kellett fotókat készítenie, miközben Stafford a megfelelő helyzetbe kormányozta a Geminit. A bepárásodott sisak miatt lényegében vaktában készültek a fotók, ennek ellenére 17 jó felvétel született.
A feladataik elvégzése után, 72 óra 20 perc és 50 másodperces repülést követően szálltak le az Atlanti-óceánon, mindössze 0,7 kilométerre a kijelölt leszállási ponttól. A leszállás olyan tökéletesre sikerült, hogy miután kinyitották a kabinajtajukat, feltartott hüvelykujjukkal, boldogan tudtak jelezni a kiemelésükre küldött USS Wasp anyahajó legénységének. A legénység egészen a hajóra emeléséig a helyén maradt.

## Küldetés paraméterek

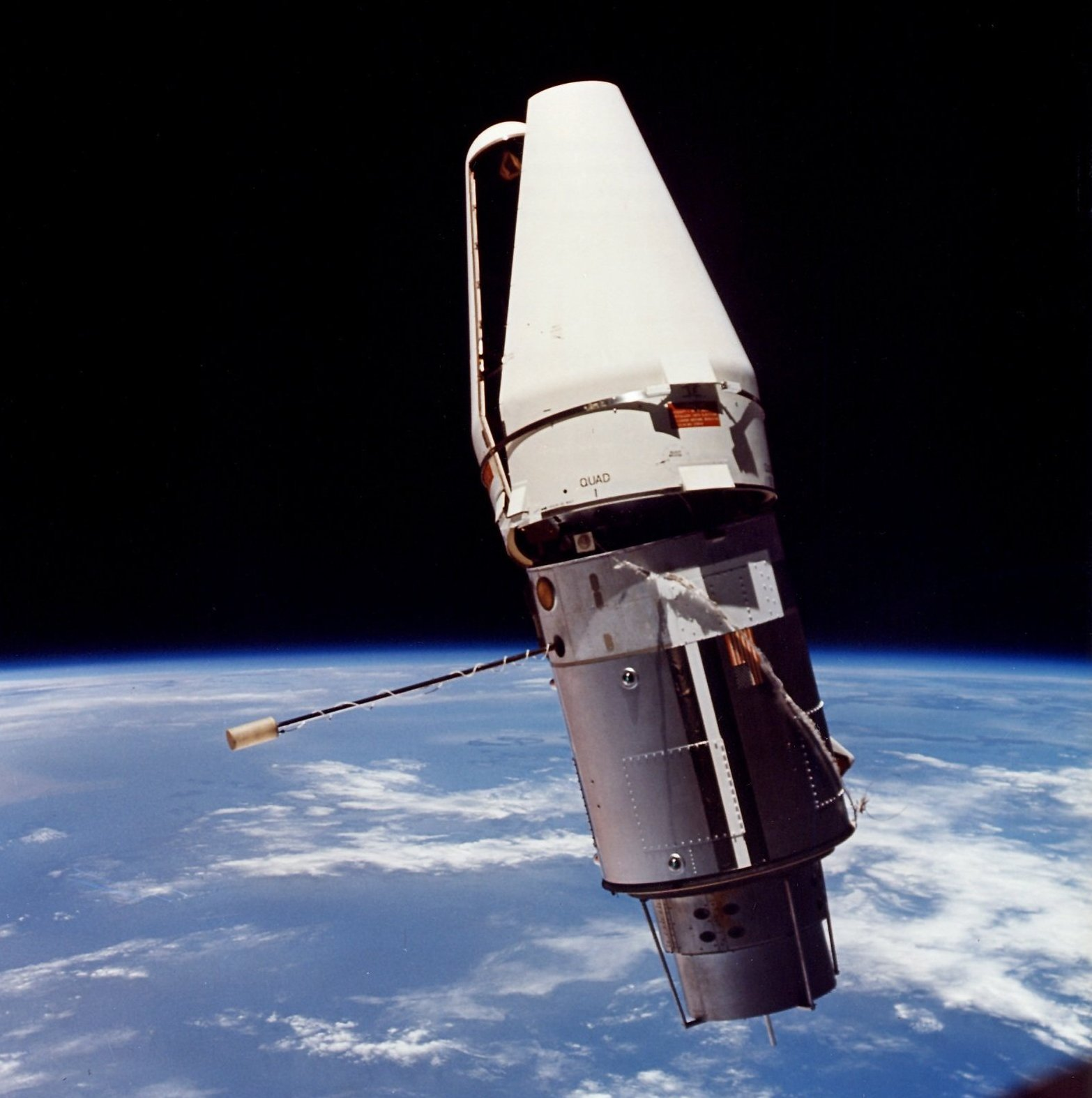
A Gemini–9 célrakétája

- Gemini űrhajó felszálló tömeg: 3750 kg
- Perigeum: 158,8 km
- Apogeum: 266,9 km
- Pályahajlás: 28,91°
- Periódus: 88,78 perc
- Keringés: 47
- Űrben töltött idő: 3 nap 0 óra 20 perc 50 másodperc

## Lásd még
- Gemini–program
- Gemini–4
- ATDA
- űrséta

### Magyar oldalak
- Megint hajszál híján: 40 éve repült a Gemini–9 (2. rész)

### Külföldi oldalak
- On The Shoulders of Titans: A History of Project Gemini Archiválva 2003. december 7-i dátummal a Wayback Machine-ben